# Ель Греко
Ель Гре́ко (ісп. El Greco — грек, справжнє ім'я Доменікос Теотокопулос (грец. Δομήνικος Θεοτοκόπουλος); 1541, Крит, Венеційська республіка — 7 квітня 1614, Толедо) — іспанський художник грецького походження. Один із представників Критської школи.

## Походження і навчання
Народився на Криті. Збереглися дані про гороскоп Ель Греко, за яким він рак. Отже, він народився між 21 червня і 21 липня. Родина була досить заможна. Батько Георгіос Теотокопулос був збирачем податків. Імовірно, родина належала до католицтва. Доменікос мав брата, який доживав з ним віку в Іспанії.

## Ікони

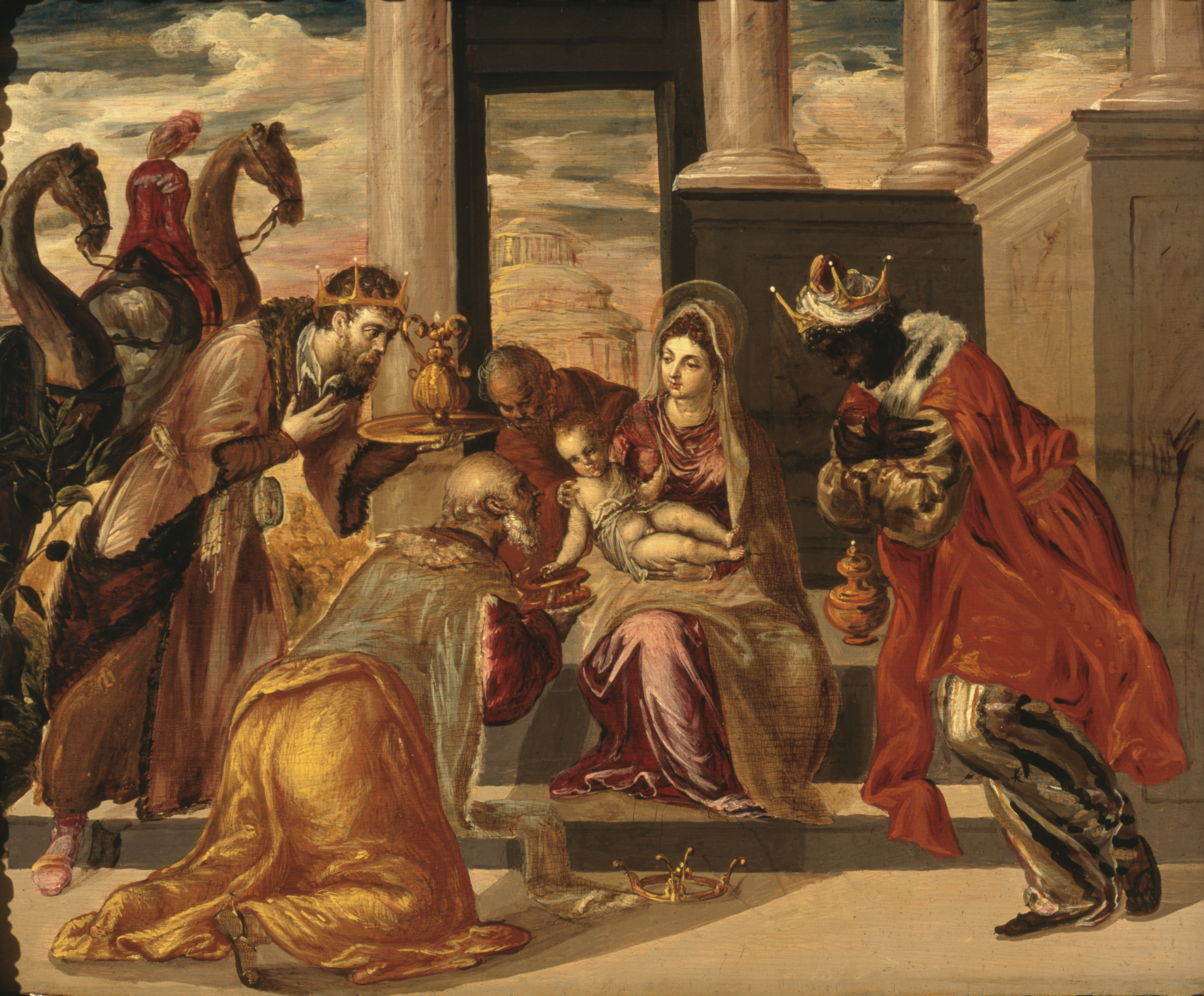
«Поклоніння волхвів», 1568, Музей Сумайя, Мехіко

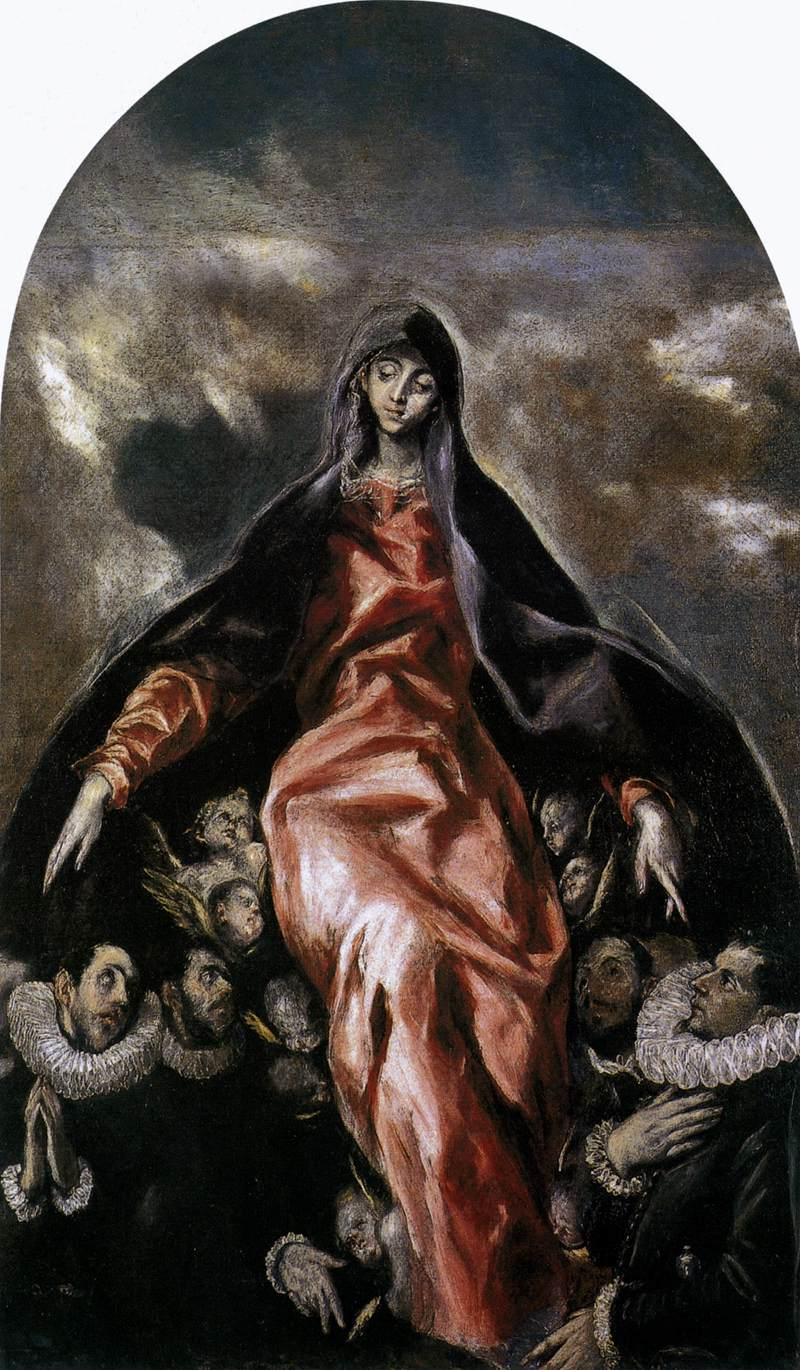
«Мадонна милосердя»

Перші твори мистецтва, які побачив хлопець, — це ікони. Свідчення про навчання в іконописця потребують уточнень, але впливи іконописних схем православ'я прослідковуються у деяких творах. Особливо це помітно у церковному образі «Мадонна милосердя» (1605, Ільєскас, шпиталь де ла Карідад). Православному досить побачити цей твір, щоб одразу пригадати ікону «Покров Богородиці». Але впливи католицьких схем значно більші, та й композиція творів Ель Греко є набагато ближчою до церковних образів і схем католицтва (П'єро делла Франческа — «Мадонна дель Парто», «Мадонна милосердя» Доменіко Гірляндайо та інші).

## Автопортрети
З документів відомо, що Доменікос писав автопортрети. Патрон Ель Греко у Римі Джуліо Кловіо писав у листопаді 1570 року: «У Рим щойно приїхав молодий кандієць, учень Тіціана, якого слід вважати (за моєю думкою) одним з найкращих майстрів живопису. Серед своїх творів він намалював автопортрет, що вразив майстерністю всіх художників Риму».
Маємо ще один документ про існування другого автопортрету. У посмертному описі майна художника, яке успадкував син Хорхе Теотокопулос віднайдено: «Портрет мого батька в рамі з оздобленням». Отже, автопортрети Ель Греко існували, завданням дослідників є або знайти їх, або знайти відомості про їхню втрату.

## Італійський період
Острів Крит, де народився Доменікос, у ті часи належав Венеційській республіці. Не дивно, що молодий Ель Греко у пошуках долі перебрався у столицю Адріатики. Якщо правда, що він учень Тіціана, то перебував у Венеції. В його творах відчувається вплив творів генія Тіціана, а деякі картини справжні варіації творів великого венеційця («Каяття Марії Магдалини», Музей образотворчих мистецтв (Будапешт)).
Ще більший вплив на художню особистість Ель Греко мали твори іншого генія з Венеції — Якопо Тінторетто (1518—1594). Відомостей про навчання у майстерні в Тінторетто наразі не маємо. Навчатися Доменіко міг на творах Тінторетто і самотужки, бо їх було вдосталь у церквах і братствах Венеції.

### Ель Греко в Римі
За записами Джуліо Кловіо, земляка Ель Греко, можна досить точно визначити, коли він переїхав до Риму — у жовтні-листопаді 1570 року. Отже, у Венеції він не втримався. Кловіо дав рекомендацію до кардинала Алессандро Фарнезе, документ зберігся. Доменікос досить швидко отримав у Римі покровителів з родин Орсіні та Фарнезе. З високоосвітченим Фульвіо Орсіні Ель Греко зійшовся найближче. Так, особиста бібліотека Фульвіо нараховувала близько 1 600 томів і пізніше стала надбанням Ватикану. Полюбляв книжки і Ель Греко. Підстави для наближення були ще й тому, що Фульвіо колекціонував картини.
Римський період митця досить плідний і за власними творами, і за знайомством із життям і творами митців Риму. Написав Доменікос і портрет Джуліо Кловіо (1572, музей Каподімонте, Неаполь).
У подальших творах є невеликий вплив і образів Мікеланджело, особливо скульптури («Покладання Христа у гроб» 1555 р. Мікеланджело і «Бог отець з мертвим тілом Христа (Свята Тріця)» Ель Греко, Прадо, Мадрид). Проте він давно набув індивідуальності і так переробляв чужі композиційні схеми, що їх здатні впізнати лише справжні фахівці.
Ель Греко не втримався і у Римі. Великі будівельні роботи розпочалися в Іспанії. Про них багато говорили у Римі. У пошуках багатих замовників в Іспанії і нових просторів для творчості Доменікос переїхав до Мадриду. Стати придворним живописцем короля Філіпа II Ель Греко не зміг, а тому оселився у Толедо.

## Проблема світла в картині
Ель Греко з тих, хто довго й успішно розв'язував проблему світла в картинах. Ще на візантійських іконах він бачив людей, осяяних надреальним божественним світлом («Преображення господнє» так вразило свідків, що ті попадали на землю. Їх і досі так малюють на православних іконах).
У творчому доробку майстра є побутова картина, де проблема штучного освітлення головна у творі. Це «Хлопчик, що роздмухує вогонь свічки» (Каподімонте, Неаполь). Загадкою лишається полотно «Іспанське прислів'я», бо і воно вирішено у штучному освітленні.
Ще загадковіші його численні релігійні твори, де світло і справді йде як від самого Бога («Христос з св. Йосипом, земним батьком», всі «Поклоніння волхвів», усі варіанти «Благовіщення», усі образи «Христа в Гефсиманському саду» та інші).

## Родина

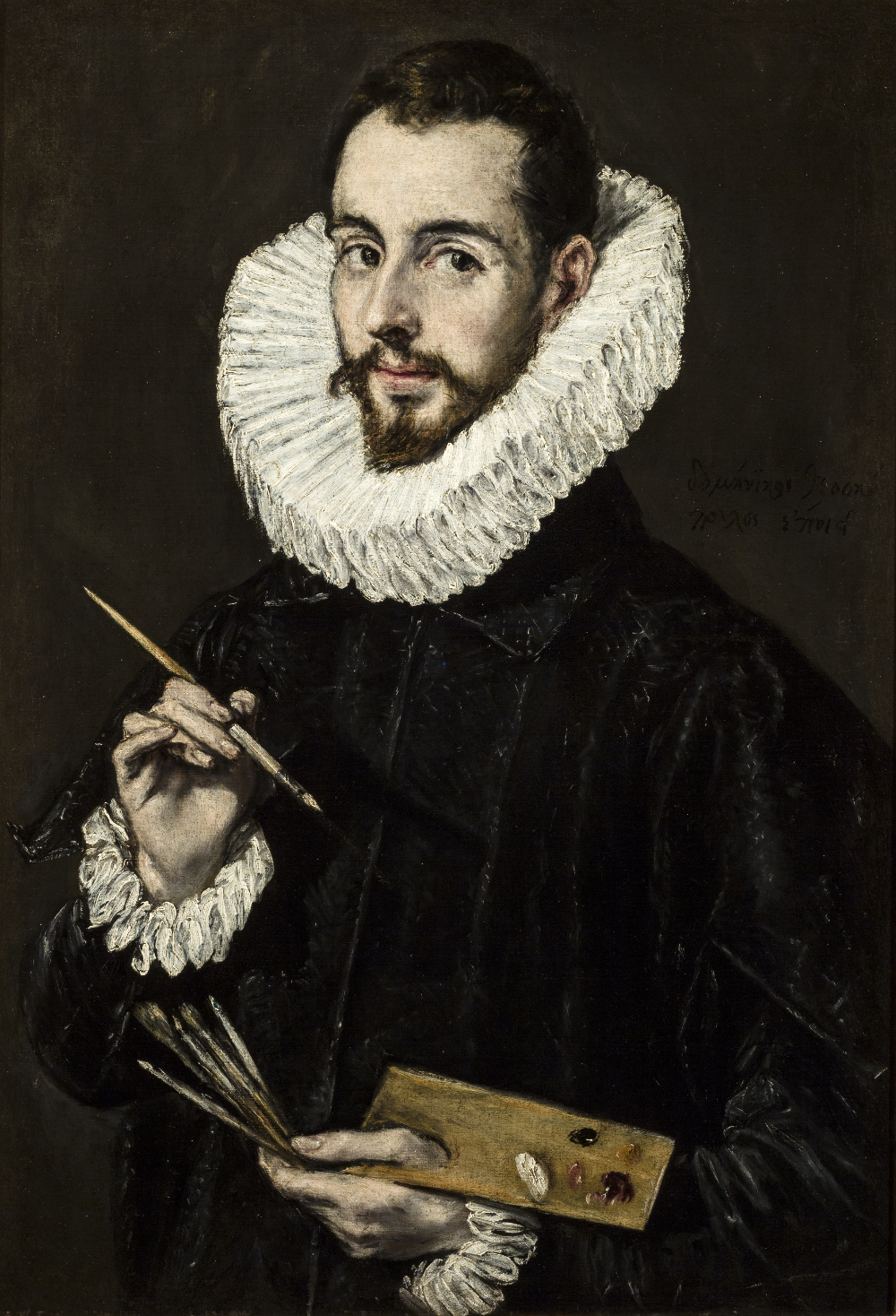
(1600—1605, oil on canvas, 81 × 56 см), Портрет Хорхе Мануеля Теотокопулоса, Провінційний музей красних мистецтв, Севілья.

Єдиний син Ель Греко — Хорхе Теотокопулос. Причини неможливості шлюбу з жінкою невідомі (можливе невельможне походження чи те, що Ель Греко залишався іноземцем без знання іспанської мови). Все це припущення. Зберігся утаємничений портрет жінки з хутровою накидкою. Можливо, це Єроніма (1577, Глазго, Поллок-хаус). Хлопчисько зі смолоскипом на полотні «Похорон графа Оргаса» (1587, церква Сан-Тома, Толедо), імовірно є зображенням сина Хорхе. Хорхе навчався малюванню і опанував техніку живопису. Але надав перевагу практиці архітектора.
Є й інший портрет, на якому зображений дорослий Хорхе з палітрою і пензлями в руках.

## Есполіо (Роздягання Христа перед стратою) 1579 р
Христа притягли на Голгофу та ще й примусили на собі нести важкий хрест. Натовп зібрався подивитися на того, кого щойно хотів бачити царем Юдеї, а тепер готували стратити як злочинця. Кат вже зачепив край одягу Христа. Ремісник-тесляр готує хрест для страти і ні на кого не дивиться. Як загіпнотизовані на хрест і тесляра дивляться три Марії. Страта от-от почнеться, але жах вже́ панує в людських серцях.
Неможливо відшукати іконографічні витоки твору. Неможливо знайти подібні композиційні схеми. Лише віддалено щось нагадує ікони великих і безіменних майстрів Візантії. Проте деякі деталі значно вдірізняються від іконописної традиції зниклої на той час імперії.

## Приватна бібліотека Ель Греко
Зберігся опис особистої бібліотеки Ель Греко, де поряд з книгами з архітектури, грецькими класиками й італійськими поетами (Петрарка, Аріосто, Тассо) — зберігались і теологічні праці. Серед останніх — «Про небесну ієрархію» псевдо-Діонісія Ареопагіта, твори якого, написані в другій половині V століття, зіграли величезну роль в історії релігійно-філософської думки. Зрозуміло, що ареопагітика надихала майстра. Це був не тільки художник, але й мислитель-містик, у полотнах якого з космічним простором і потойбічним світлом, з екстатичними персонажами і святими фанатиками, втілена ідея вічного католицтва.

## Ель Греко та маньєризм

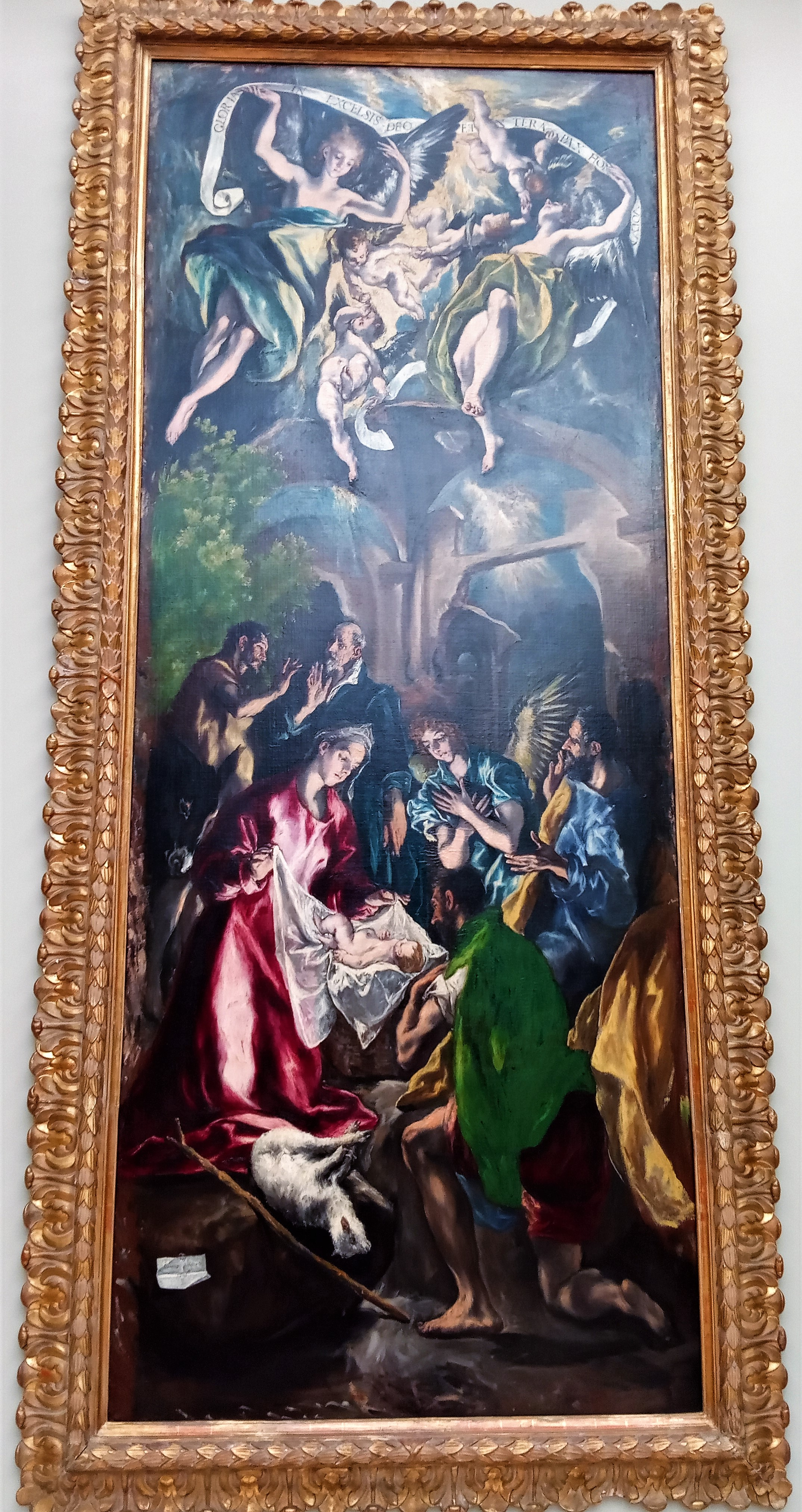
Поклоніння пастухів

Ель Греко — художник доби маньєризму. Його релігійні картини мають відчутний вплив маньєристів Риму («Страта св. Маврикія», 1582, «Благовіщення», 1696, «Поклоніння пастухів», 1697, «Вигнання торгашів з храму», «Коронація Діви Марії»). Але талановитий митець раз у раз перетинав вузькі кордони маньєризму і наповнював полотна такими деталями, композиційними схемами та особистими знахідками, що про його маньєризм забувають. Геній Ель Греко виходив на перший план і брав у полон.

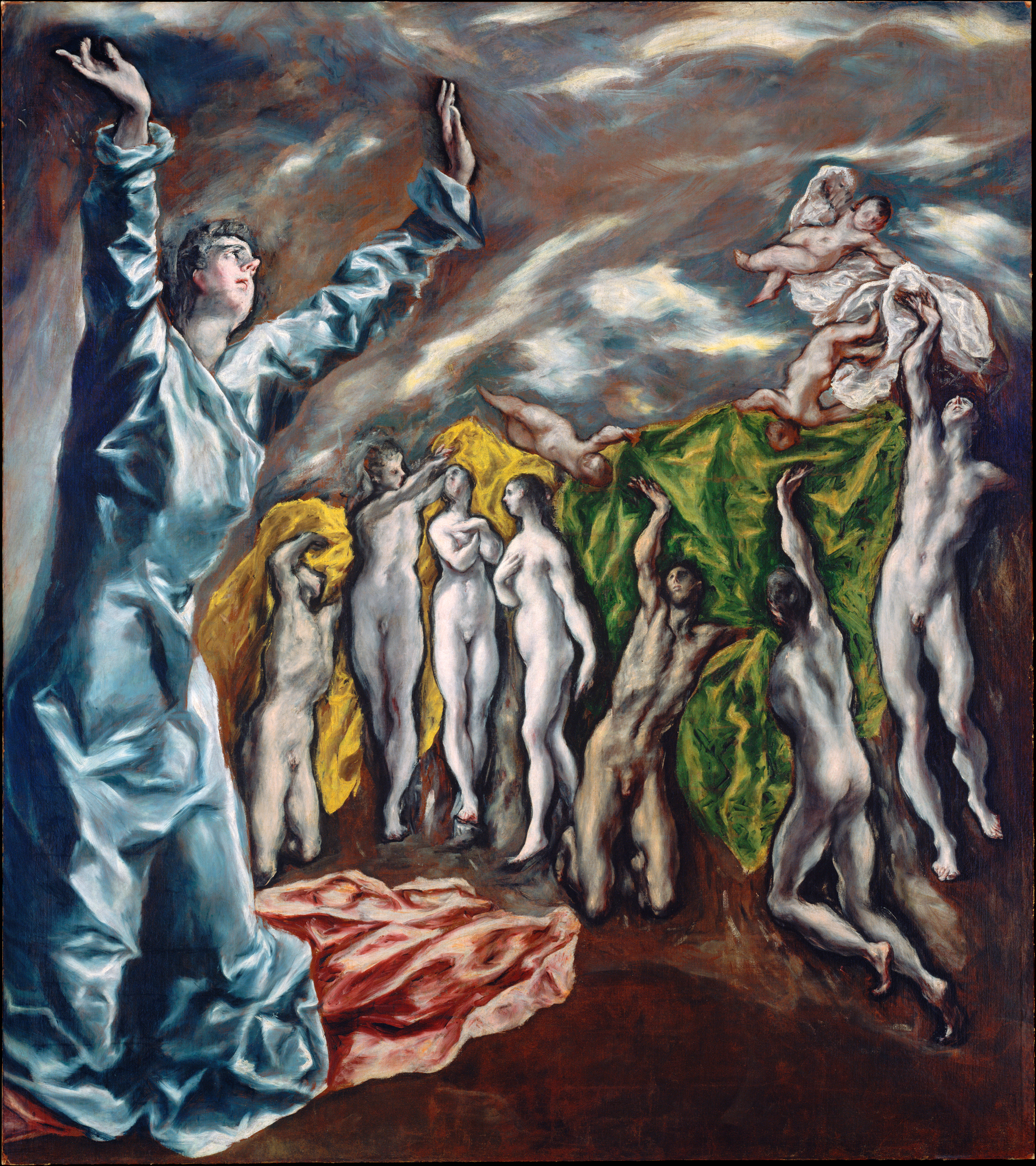
«Відкриття п'ятої печатки», (1608-1614)
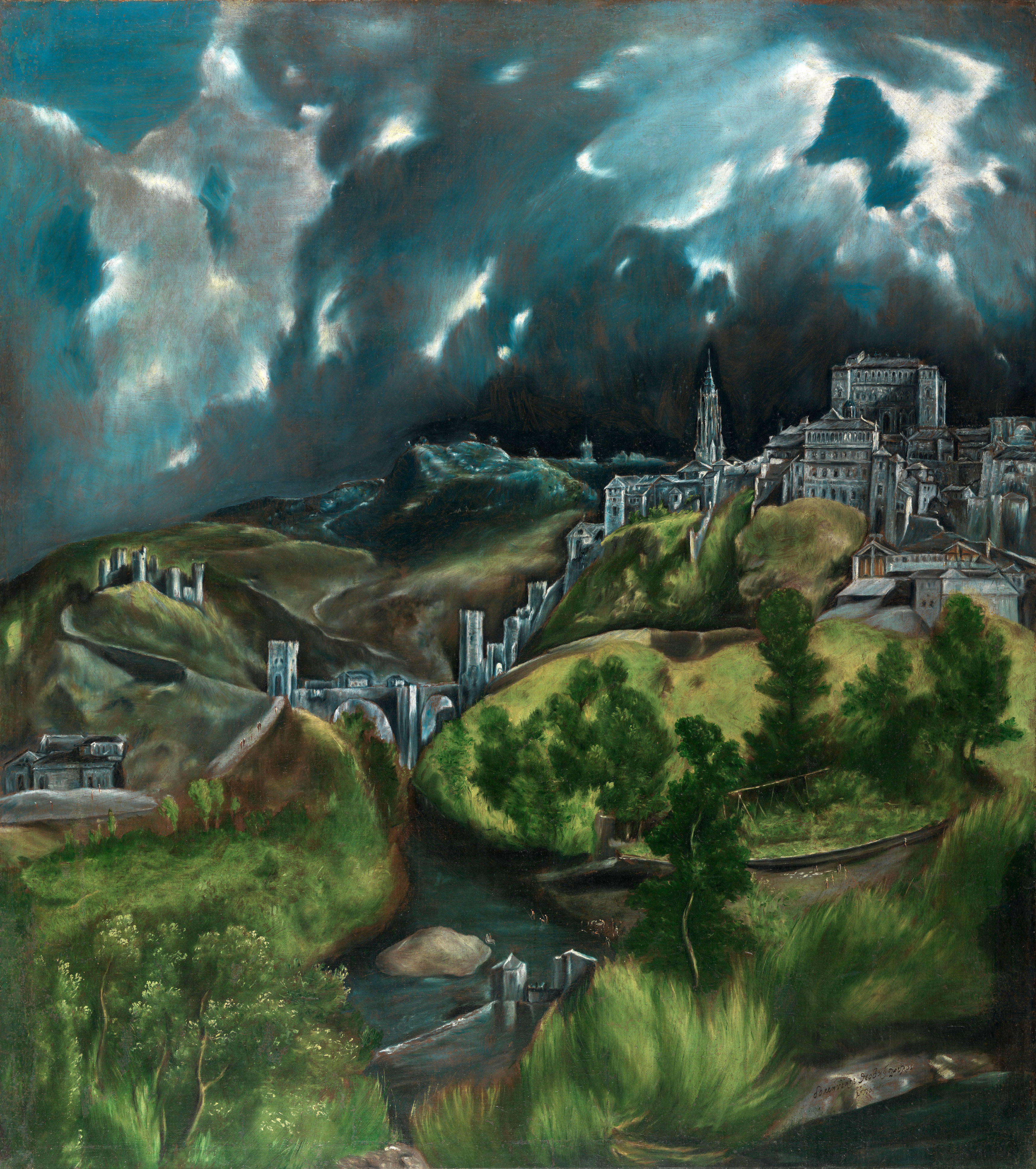
«Краєвид Толедо». 1604-1614. Музей мистецтва Метрополітен, Нью-Йорк
Лаокон

## Уславлений і улюблений Толедо
Ель Греко зрідка малював краєвиди міста. Завжди це тільки Толедо. Він багато читав і розглядав мапи різних міст. У часи Ель Греко мапи набули поширення, і він мав змогу їх бачити (мапа Мілана бл. 1572 р., картографи Георг Браун і Хогенбург). Але як відрізняється «Краєвид і мапа міста Толедо» Ель Греко (1610—14) від технічної мапи Брауна і Хогенбурга.
Про «Краєвид Толедо» (в грозу) художника вже існує ціла бібліотека. До нього зверталися і звертатимуться століттями. Це несподіванка в творчості майстра і шедевр, яких одиниці у світі.

## Апостоладос
Останньою працею життя художника став цикл «Апостоладос» — портрети апостолів. Над ними він працював з 1610 по 1614 роки. Завершував цикл портрет святого Петра з ключами до раю.
Після цього мала бути «Коронація святої Богородиці», але закінчити її Ель Греко так і не вдалося.

## Портрети Ель Греко
Маньєрист Ель Греко ставав суворим і непідкупно правдивим у портретах, як корифеї Антоніс Мор (близько 1520–1577) або Тиціан (бл. 1485—1576). Аби написати вдалий портрет, йому неважливо було добре знати модель.
Постійне виживання серед чужих, недоброзичливих і небезпечних людей навчило його розпізнавати особи портретованих. Тому його портрети такі різні, такі психологічно насичені, й таки майстерні.
Підстаркуватим і сумним постав Кловіо (грек на чужині) на його портреті 1572 р. Портрету притаманне жанрове забарвлення — Кловіо демонструє власно створені до книги мініатюри, які вважали шедевром майстра.
Міць католицизму і небезпечна непохитність переконань б'ють з портрету інквізитора Ніньйо де Гевара, який підписував вироки на спалення єретиків Толедо.
Приязнь і захоплення розумом і даром поета присутні в якостях портрета ченця Гортенсіо Паравісіно.
Портретів пензля Ель Греко декілька. Вони справляли неабияке враження і на портретованих, і на сучасників, і на художників, що постійно їх копіювали. Досі сперечаються — копія чи оригінал портрет поета Алонсо Ерсілья і Суньїга. Важливо, однак, те, що портрет зберігся і зберіг частку генію Ель Греко (Ермітаж, Петербург).

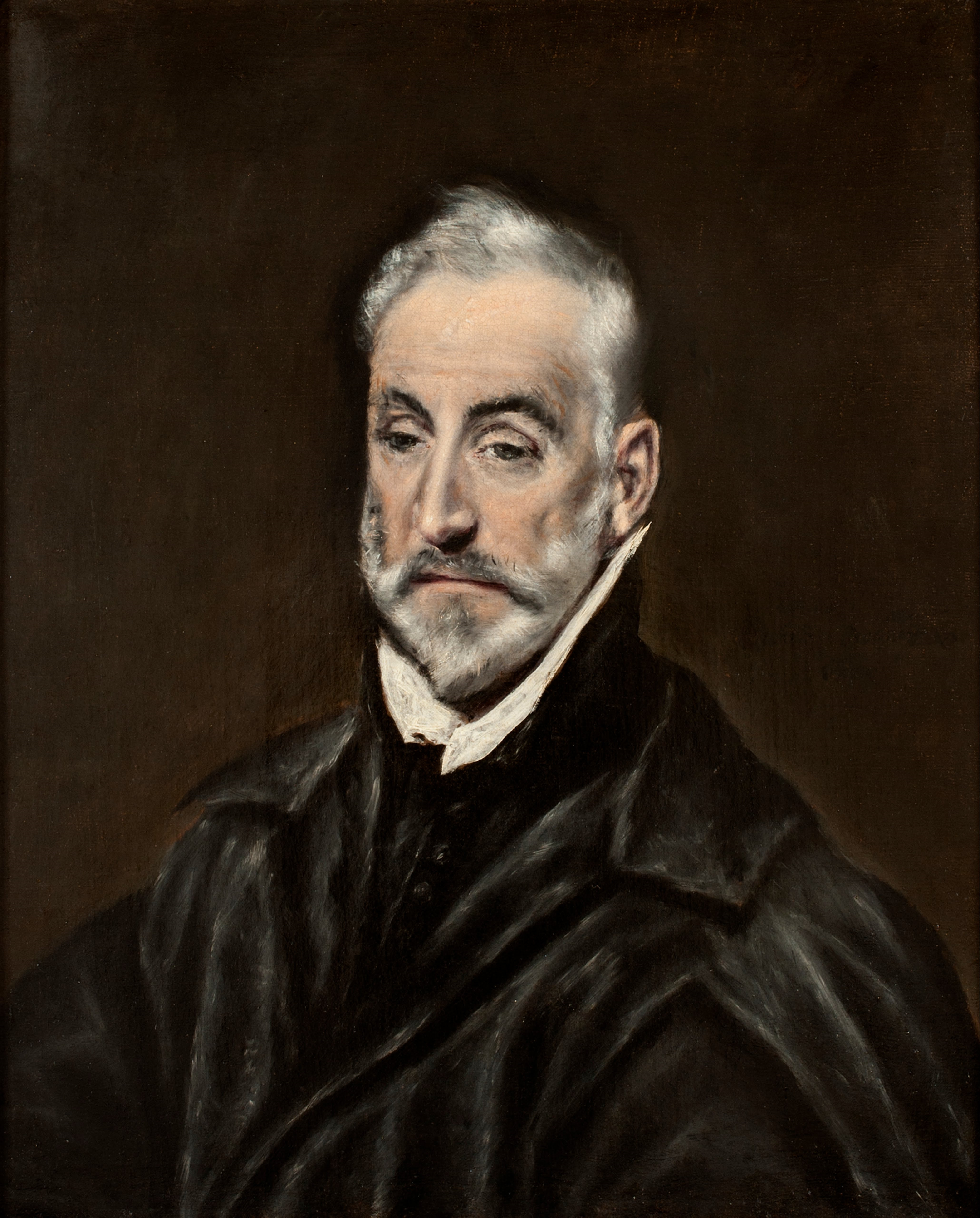
«Портрет Каваррубіаса»
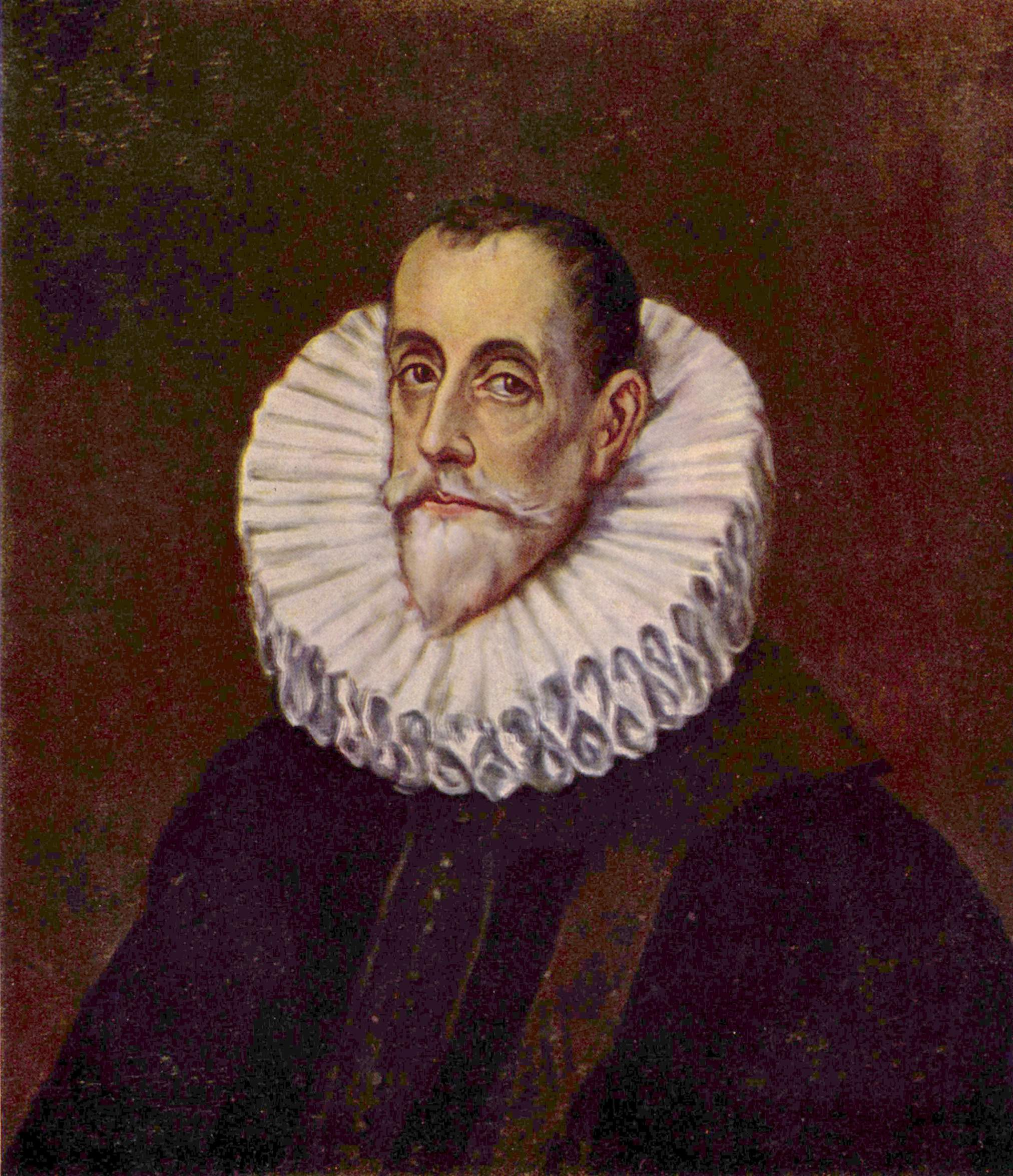
«Родріго Васкес»,президент Ради Кастилії
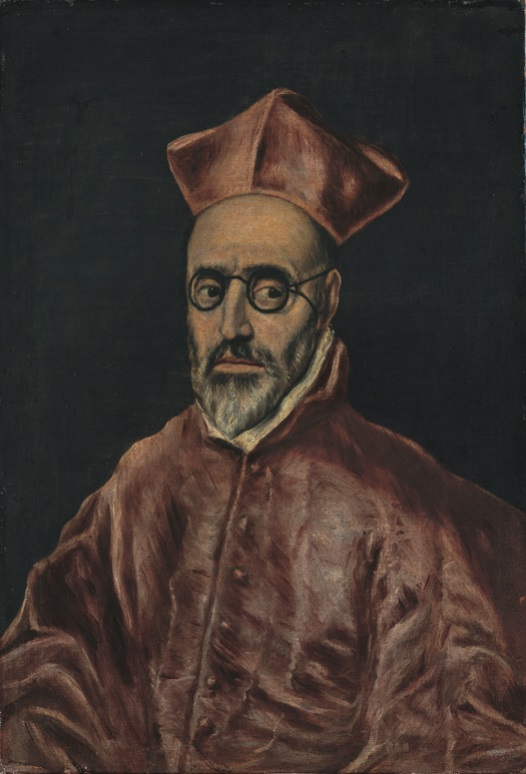
Етюд до портрета головного інквізітора де Гевара
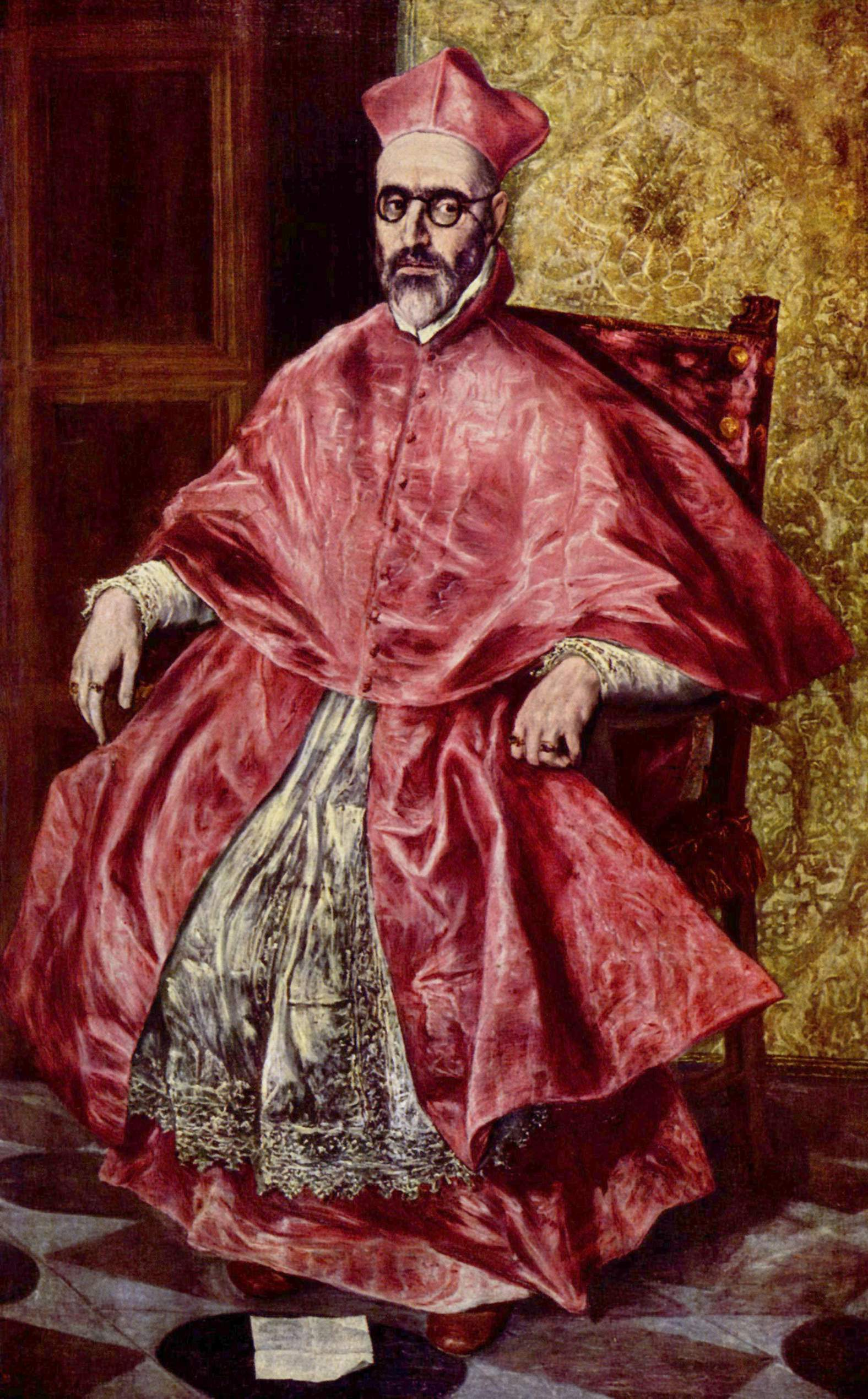
Портрет головного інквізітора дон Фернандо Нуньєс де Гевара
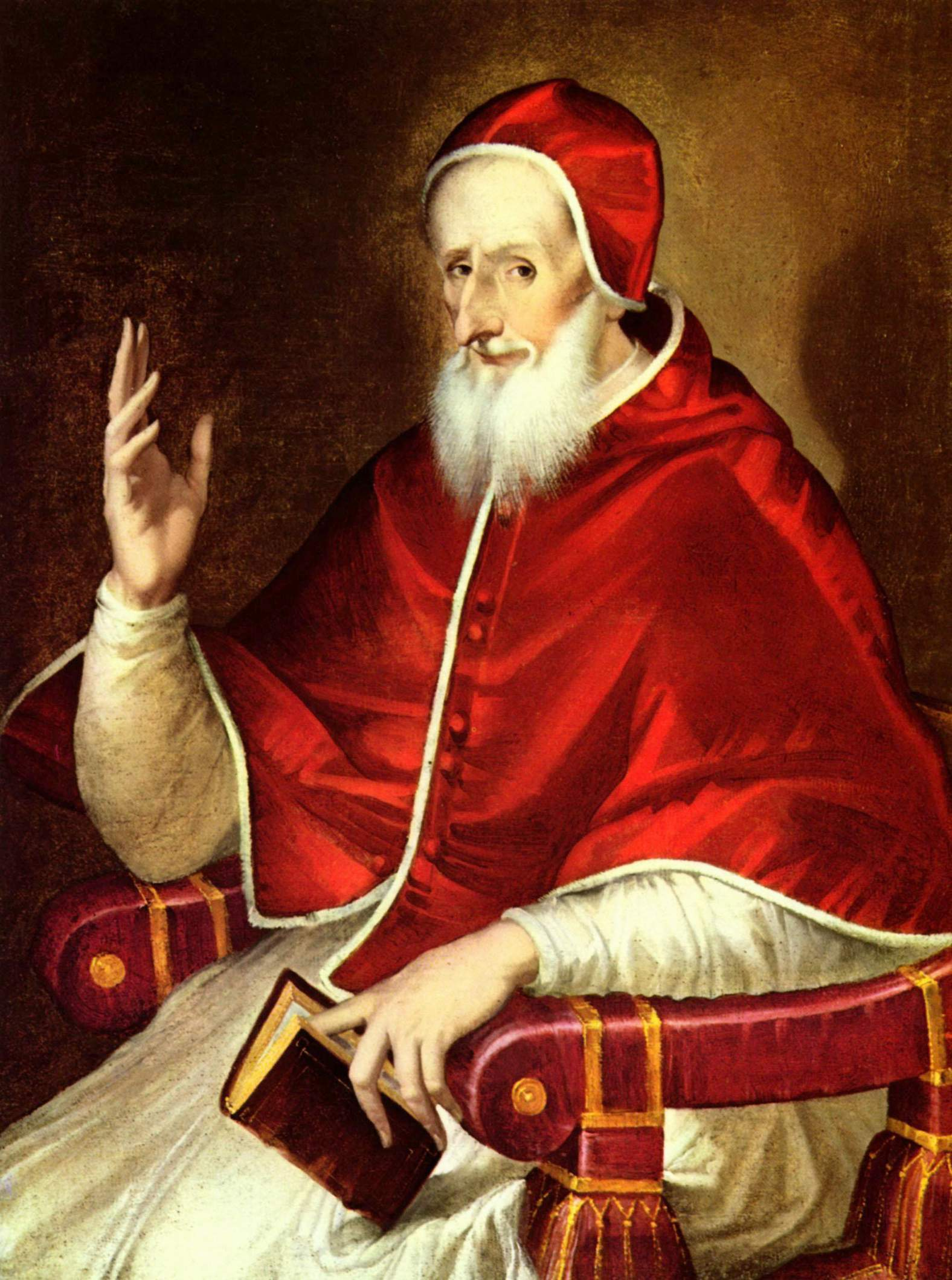
Папа римський Пій V (приватна збірка)
« Портрет лицаря з рукою на грудях ». близько 1580 р.
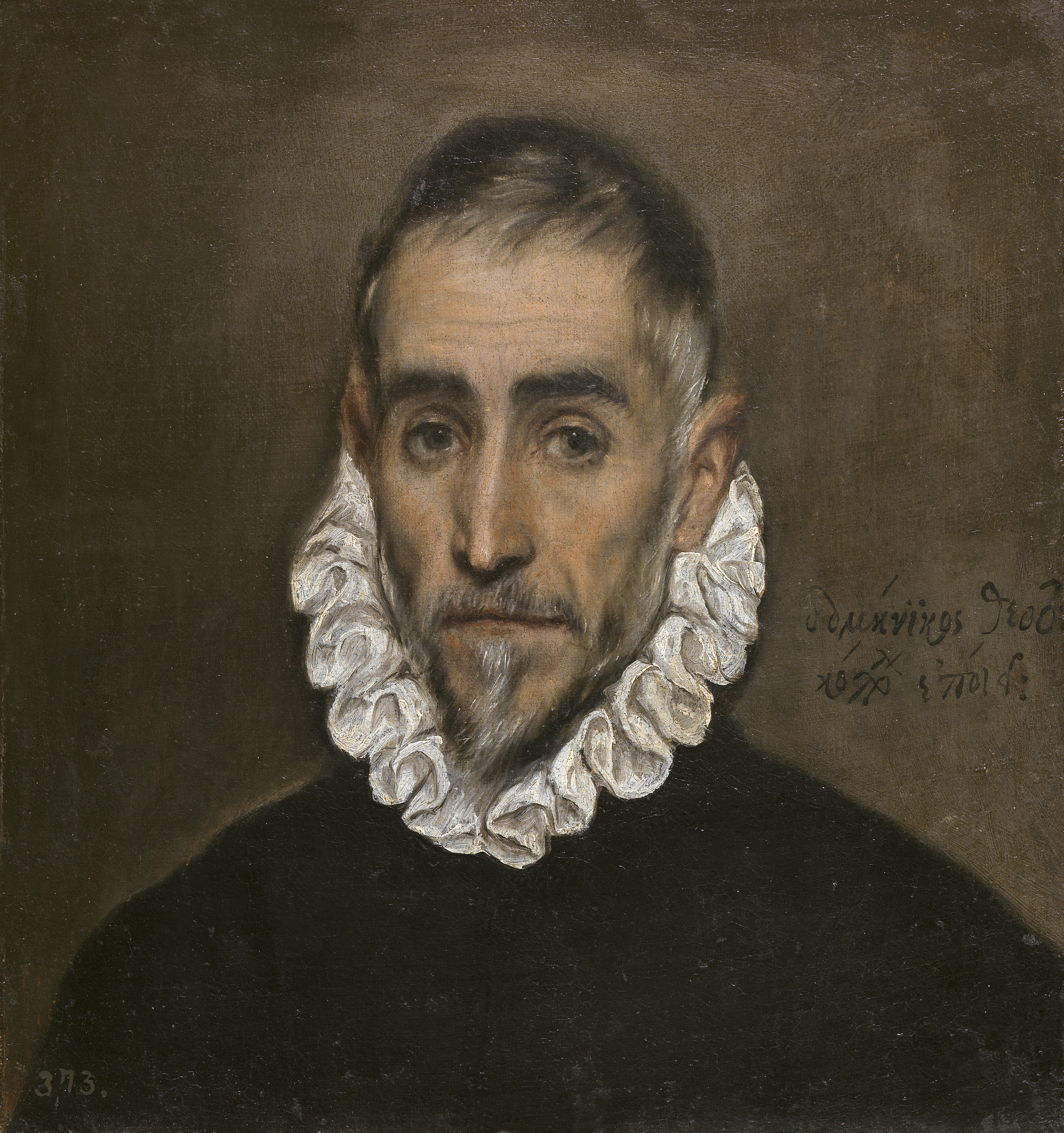
Портрет невідомого кабальєро, бл. 1584–1594 рр.
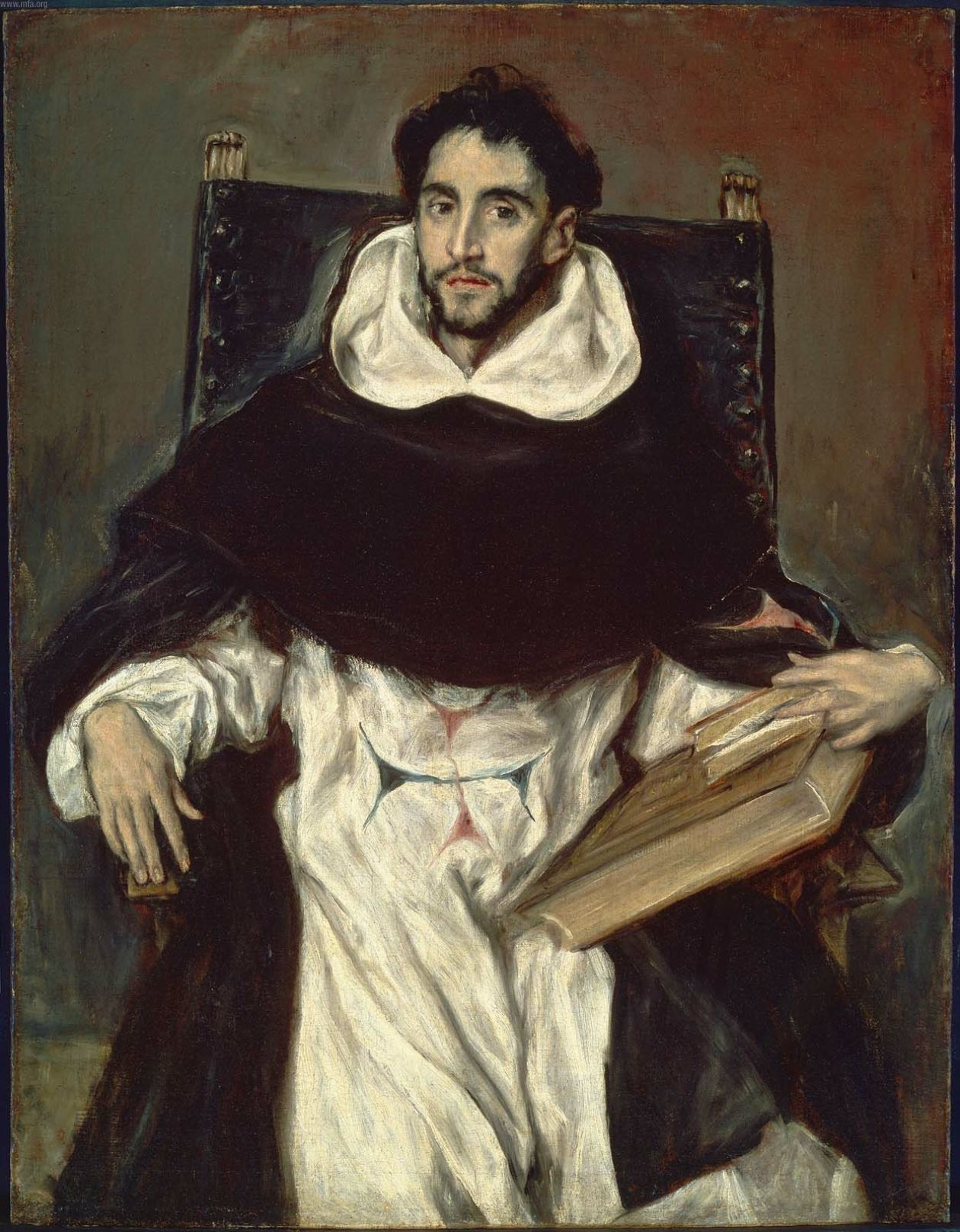
Портрет Паравісіно, бл. 1609. Бостон

## Смерть
Помер у Толедо 7 квітня 1614 року. Надгробок з порфіру і прах зникли (відомі лише по літературі). Зруйновано й будинок в Толедо, де жив художник. Митця забули на три століття.

## Майстерня Ель Греко
Перегляд творчого спадку Ель Греко підняв питання майстерні майстра. Вона була. В Іспанію він відбув не один, з ним з Італії прибув учень і секретар Франческо Пребоско. Він допомагав як у створенні картин, так і керував продажами творів мистецтва майстра. Допомагали й інші учні.
Виборовши популярність, Ель Греко перейшов на систему створення зразків-ескізів. Свої найбільш вдалі композиції він переробив у зразки і давав роздивитися замовникам-візітерам. Обраний зразок розробляли він сам і учні. Система нагадувала працю візантійського ікописця, котрий працював за популярними схемами. У майстерні Ель Греко це не перешкоджало виробляти варіанти чи насичувати новий варіант новими рисами, виникали нові варіанти або репліки. Тим не менше консервативні іспанці в Толедо часто сприймали роботи Ель Греко як ікони.

## Гучна посмертна слава у XX столітті
Мало хто мав таку гучну і потужну посмертну славу в ХХ столітті як Ель Греко. Кожне відкриття документа про нього чи нового оригіналу ставало сенсацією. Але тихим та релігійним творам Ель Греко не заважає марнота марнот цього світу. Як не заважає і захоплення перед портретами його пензля мільйонів глядачів у музеях світу. Адже вони давно і на завжди увійшли у вічність.
Про твори Ель Греко видано багато книжок і альбомів. Є багато листівок і репродукцій. У Толедо створено музей митця в одному з палаців тієї доби, бо дім майстра не зберегся.
Про Ель Греко знято художні фільми:
- У США — «Ель Греко» з Мелом Фаррелом у головній ролі.
- У 1966  році — «Ель Греко», режисер Лучано Сальс.
- У 2007  році — «Ель Греко», режисер Янніс Смарагдіс.

У ХХІ столітті славу Ель Греко множить інтернет.

## Будинок-музей Ель Греко в Толедо

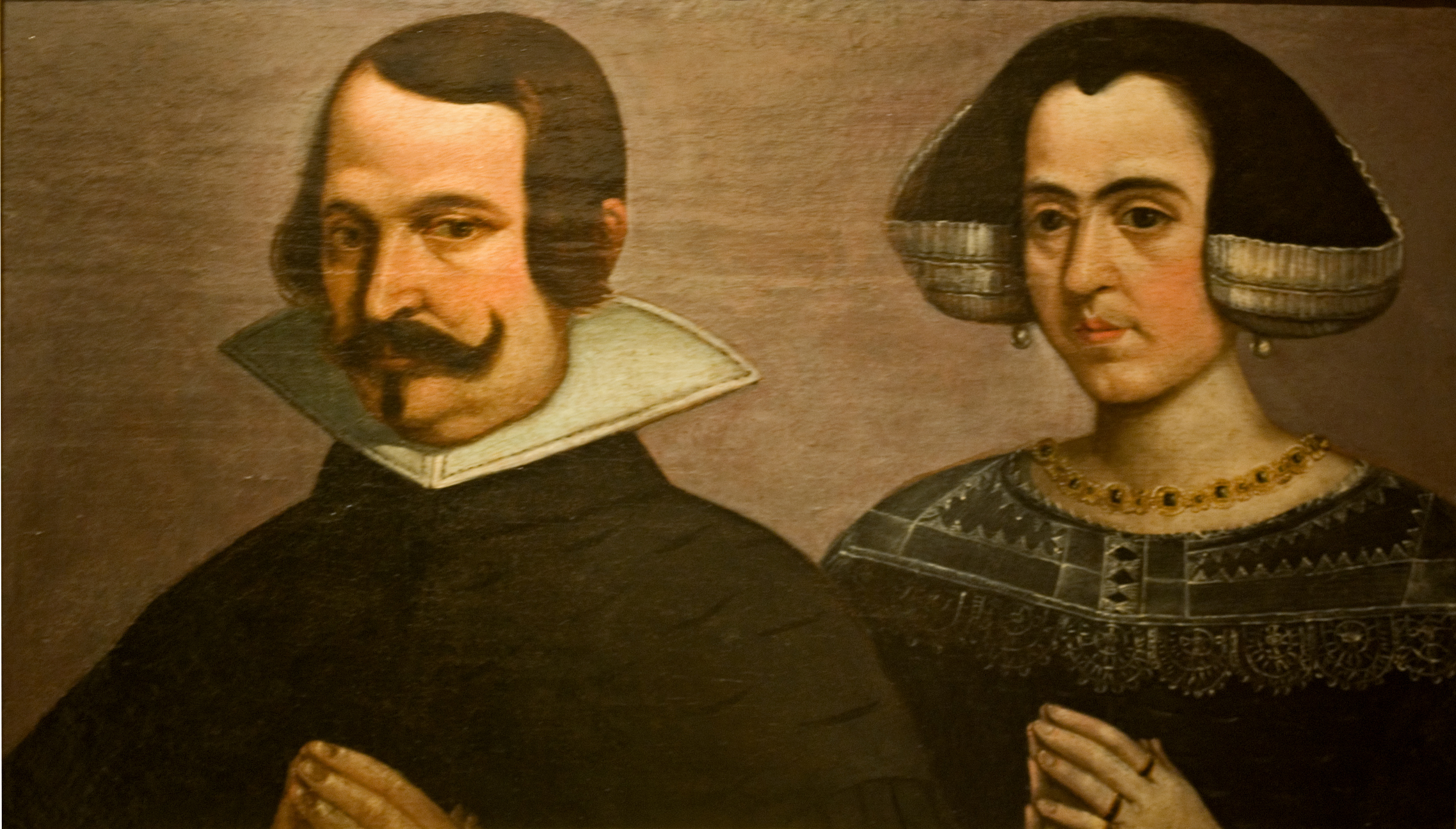
Худ. Франсіско Пачеко. Подвійний портрет невідомого сеньйора і дами. Музей в Севільї

У 1585 році художник орендував будинок маркіза де Віллєни, де і мешкав майже все життя. Це був комплекс досить старих будівель, які здавали усім охочім. Майстер займав 24 кімнати, де розмістив вітальні, їдальню, власну бібліотеку і майстерню. Ель Греко переніс до своєї оселі звичку слухати музик під час обіду, як це робили у Венеції XVI століття. Аскетичним у побуті й надто релігійним іспанцям це було неприйнятним і незрозумілим звичаєм чужинця. Художник добре розумів підозріле відношення оточення і жив приховано, досить відокремлено. Але в майстерню допускав клієнтів-замовників, небагатьох приятелів і колег-митців. Серед візитерів Ель Греко був і художник Франсіско Пачеко, майбутній вчитель Дієго Веласкеса. Пачеко, який розділяв усі забобони іспанців, багато чого не зрозумів під час візиту, але змалював портрет Ель Греко, який був втрачений. Пізніше були зруйновані і приміщення, де мешкав Ель Греко.
Сучасний Будинок-музей Ель Греко — це реставрована садиба герцогині Архона, яка лише нагадує колишній будинок де Віллєна і розташована в іншому місті. Наявність автентичних речей і меблів доби XVI століття, уламки мармурових скульптур і картини лише відтворюють атмосферу зниклої оселі художника.

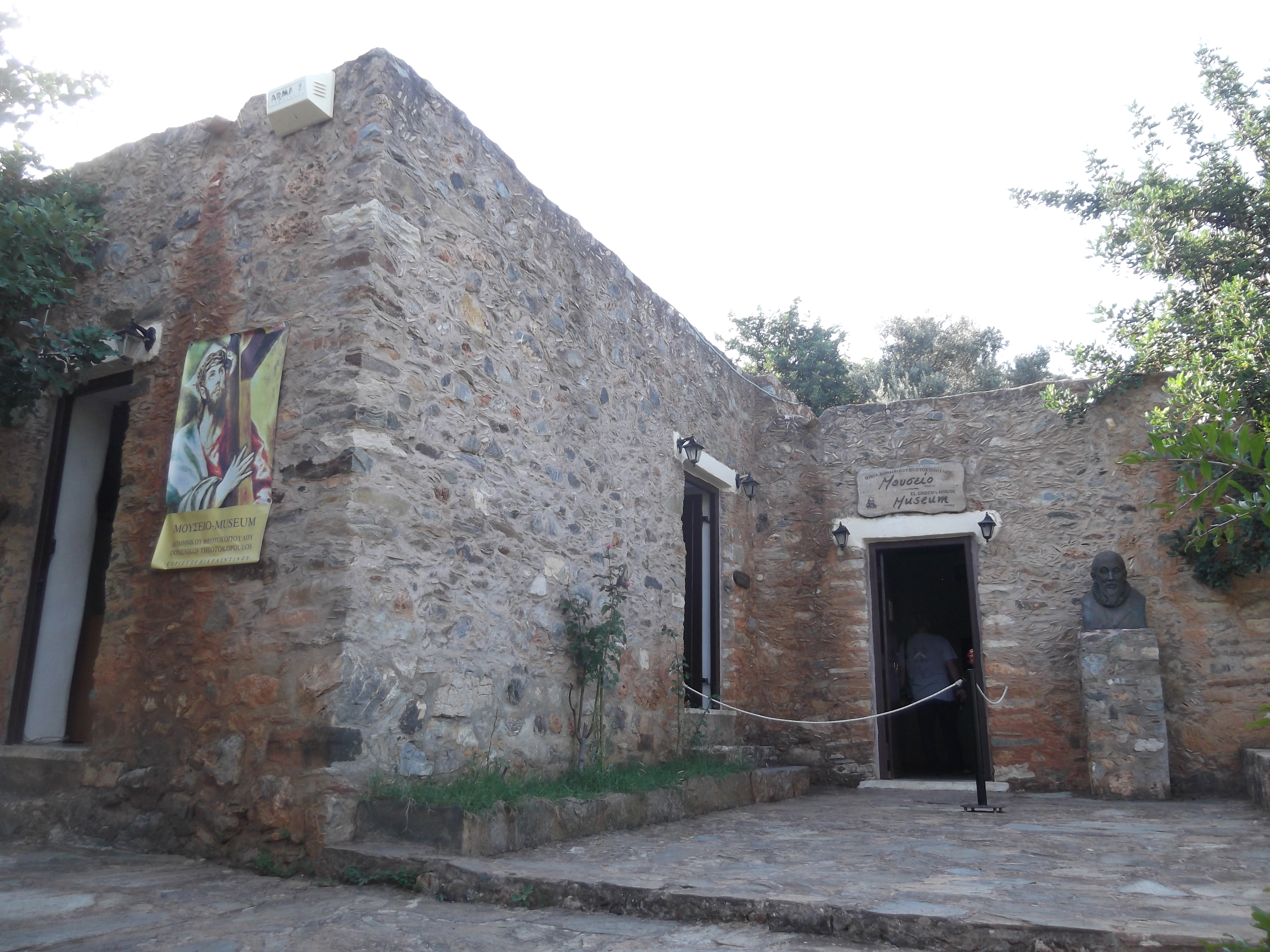
Музей Ель Греко у Толедо, фото 2012 р.
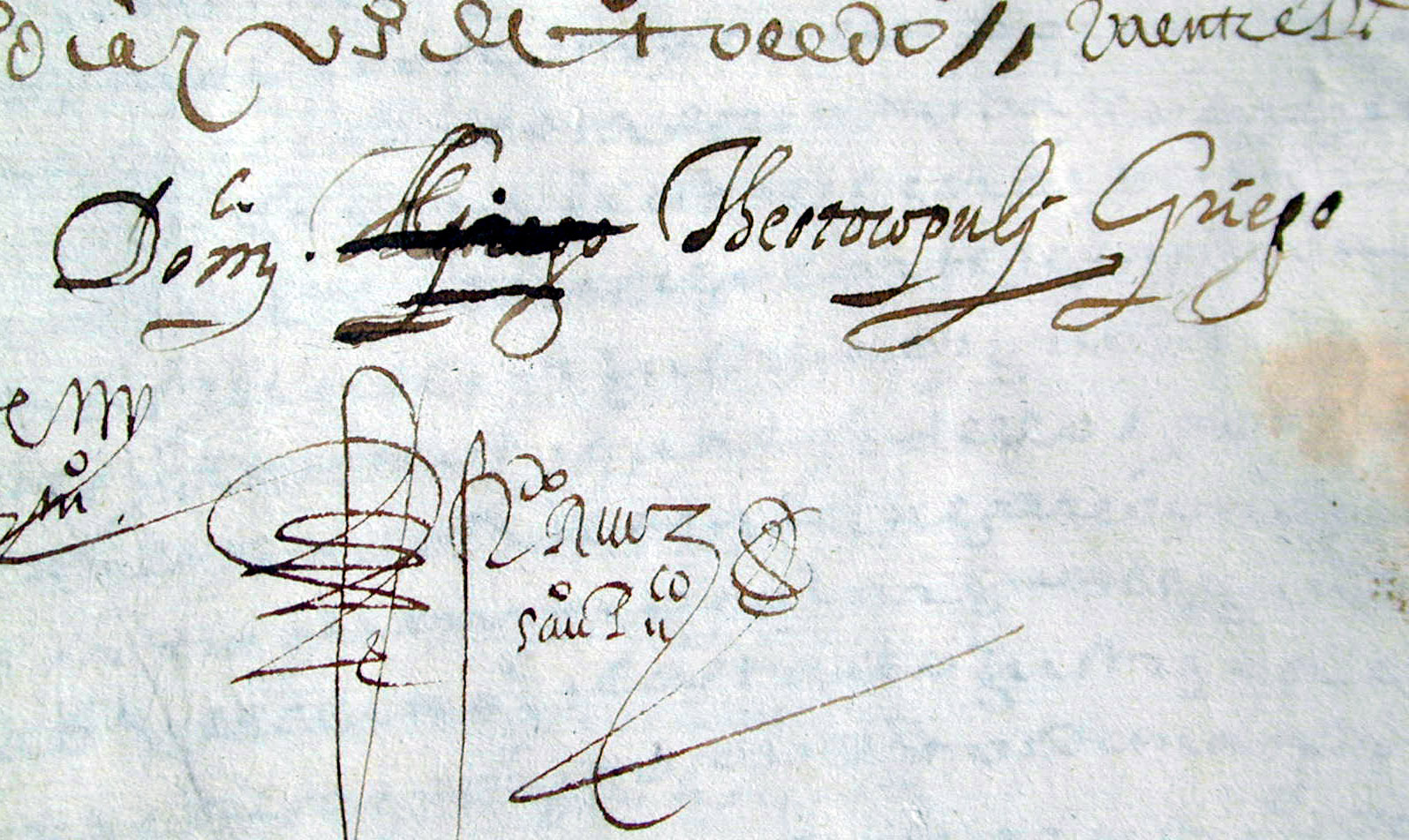
Грецький автограф художника
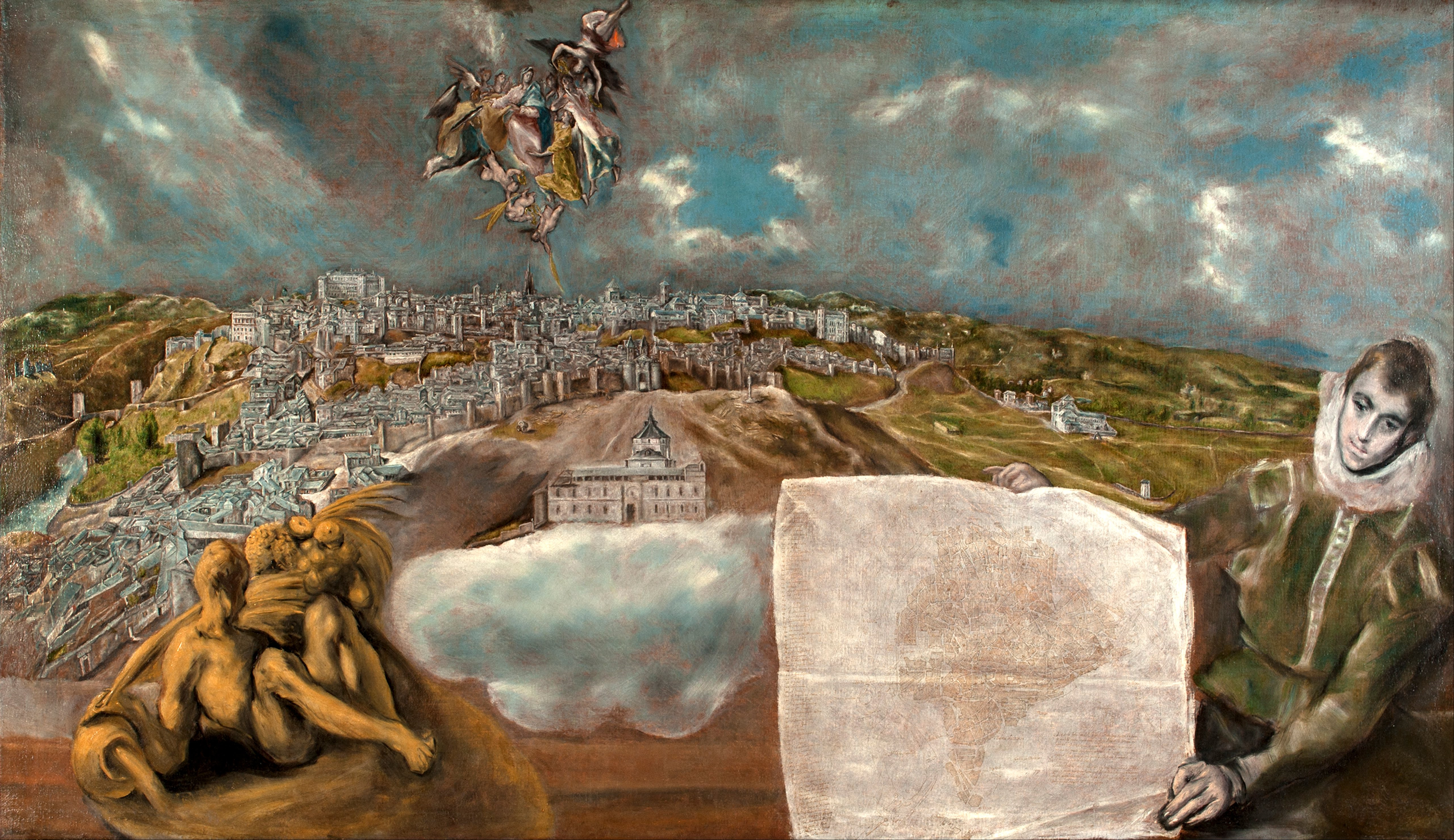
Експонат музею-будинку.
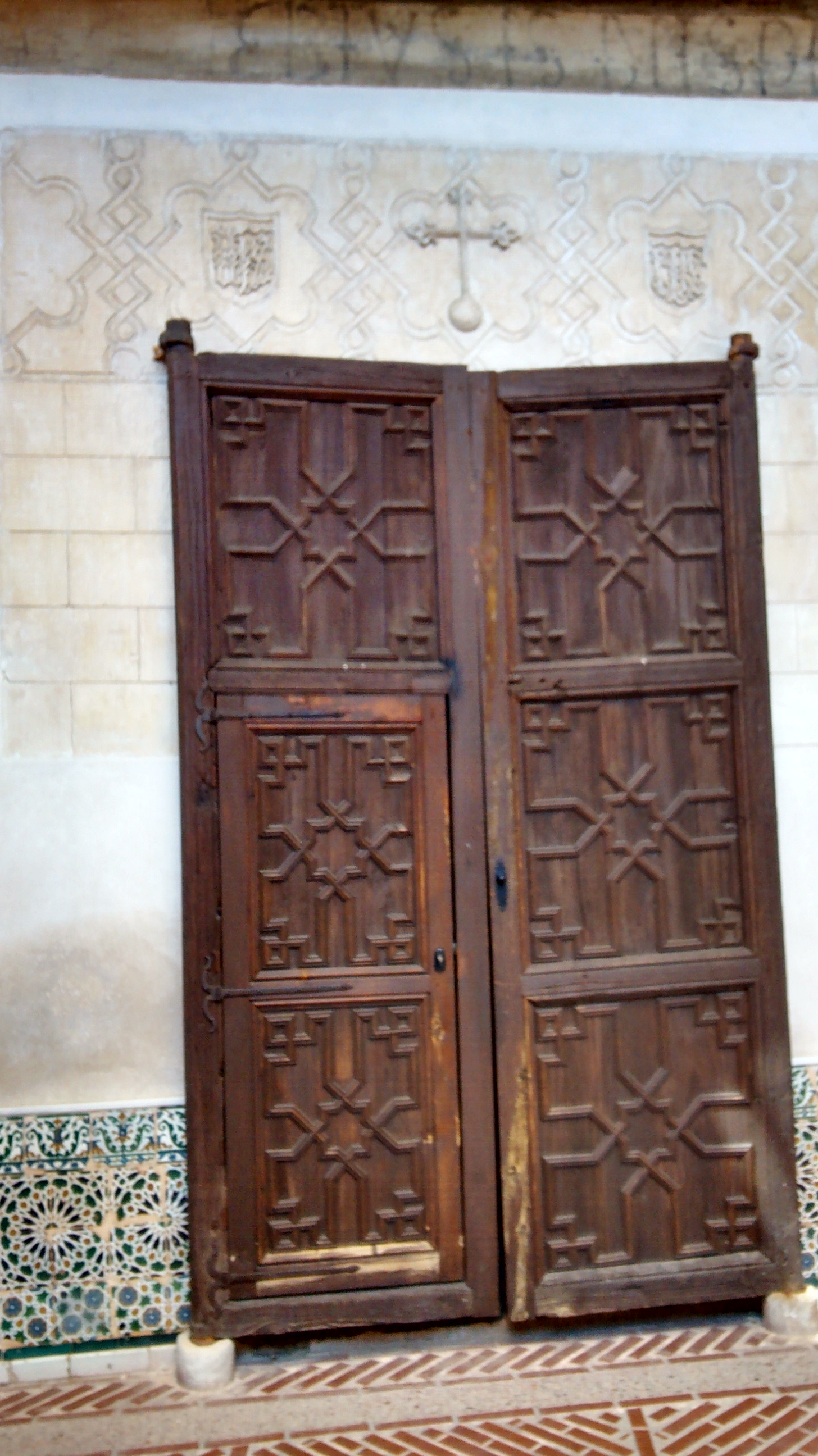
Старовинні двері

Підтвердженням трохи надмірної посмертної слави художника стала побудова у 1929 році в Лос-Анджелесі копії сучасного будинку-музею Ель Греко, так звані «Апартаменти Ель Греко» (англ. El Greco Apartments). Цей будинок має 12 квартир і первісно використовувався як невеликий готель. Дешевий і провінційний потяг до усього більш-менш уславленого спонукав надати навіть цьому будинку-копії статусу архітектурної пам'ятки у 1980 році.

## Галерея

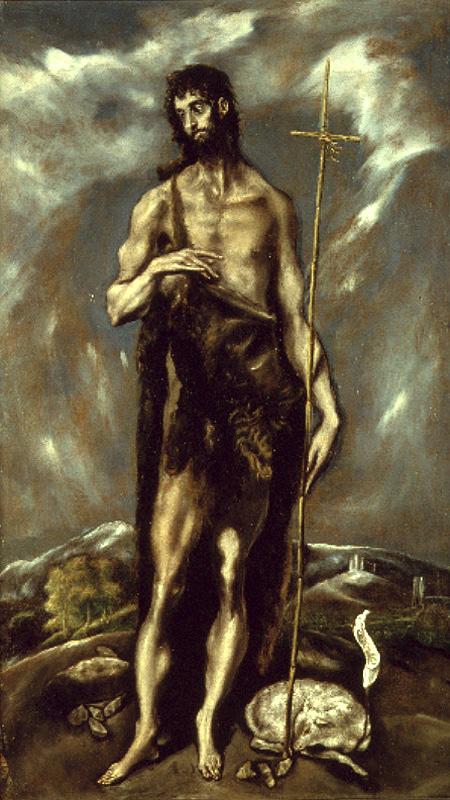
Апостол Павло. Музей образотворчого мистецтва. БудапештІван Хреститель, 1605, ВаленсіяВесілля Діви (Ель Греко, Бухарест)Мучеництво святого Маврикія, Ель Греко, Бухарест, Європейська художня галерея
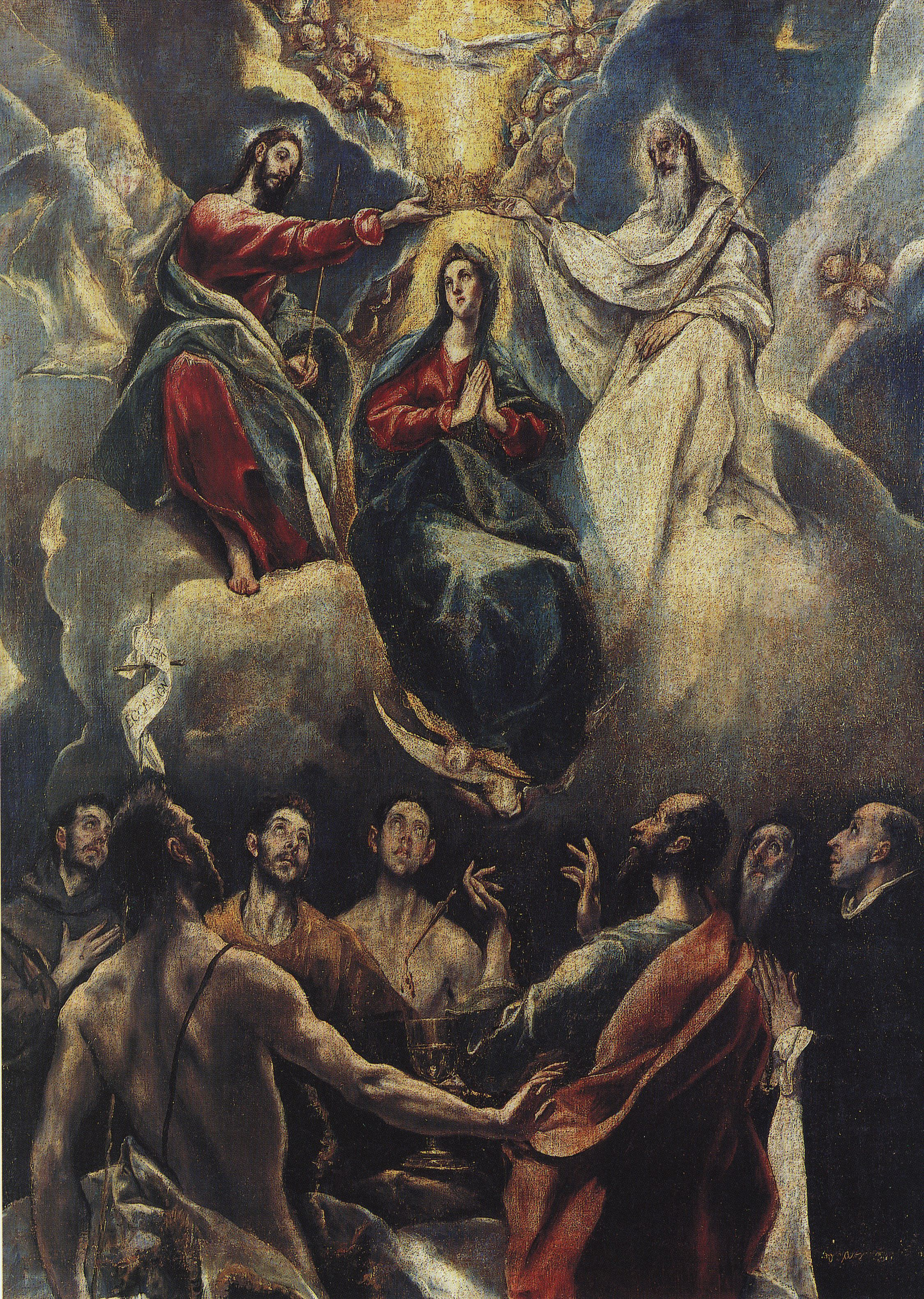
Коронація Богоматері, Музей Прадо, Мадрид
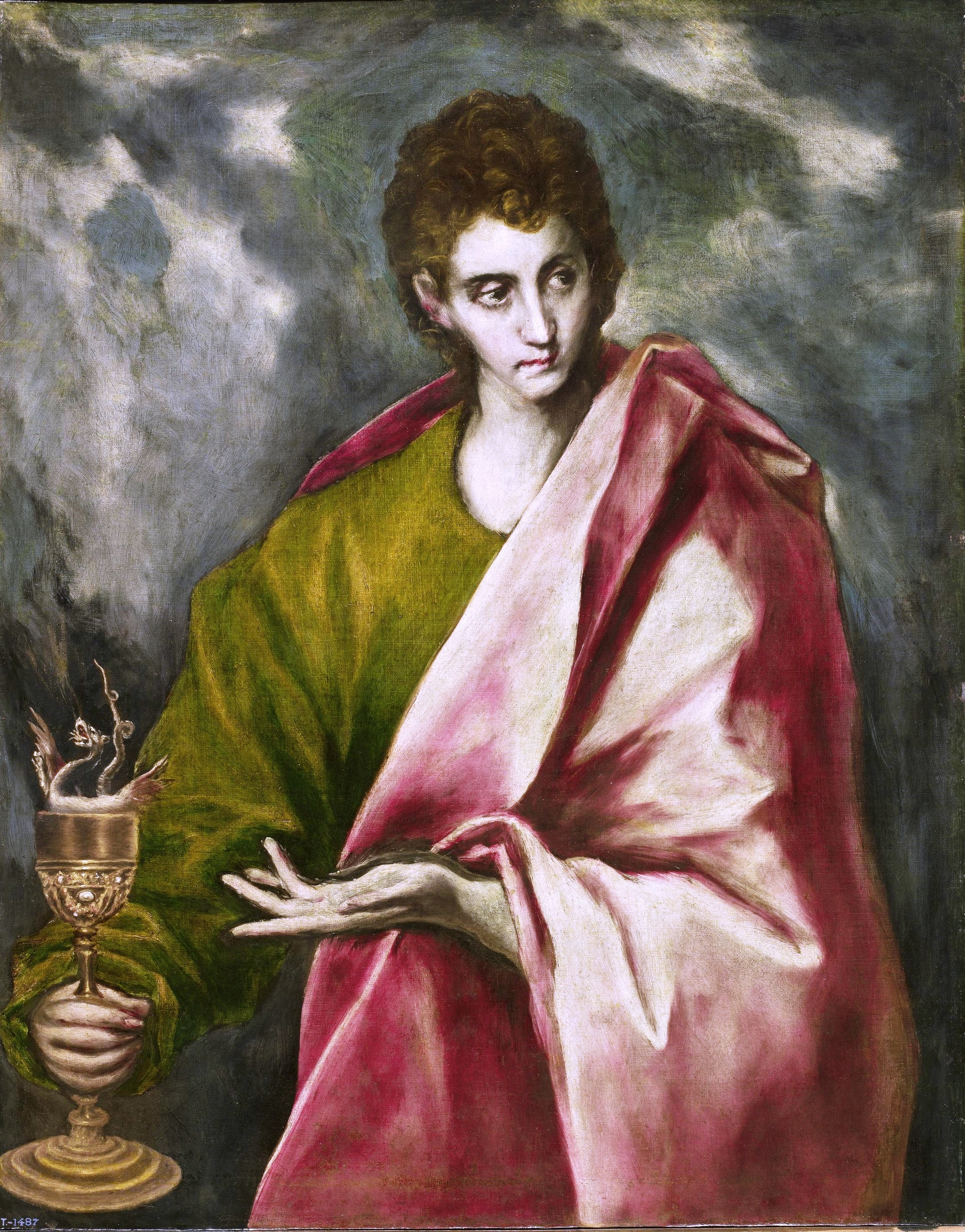
«Іоанн Євангеліст». Музей Прадо, Мадрид
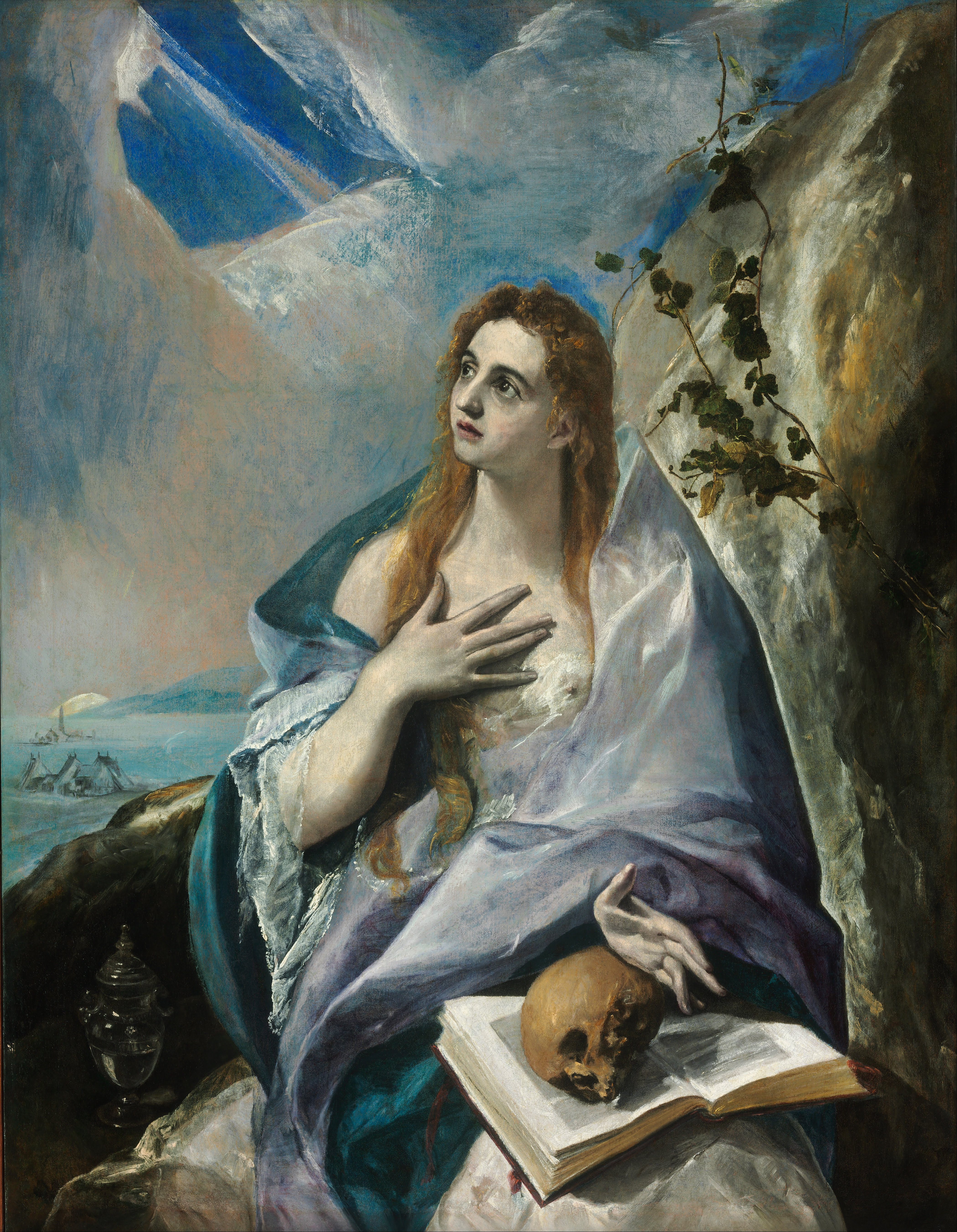
«Каяття Марії Магдалини». Ок. 1589. Музей витончених мистецтв, Будапешт
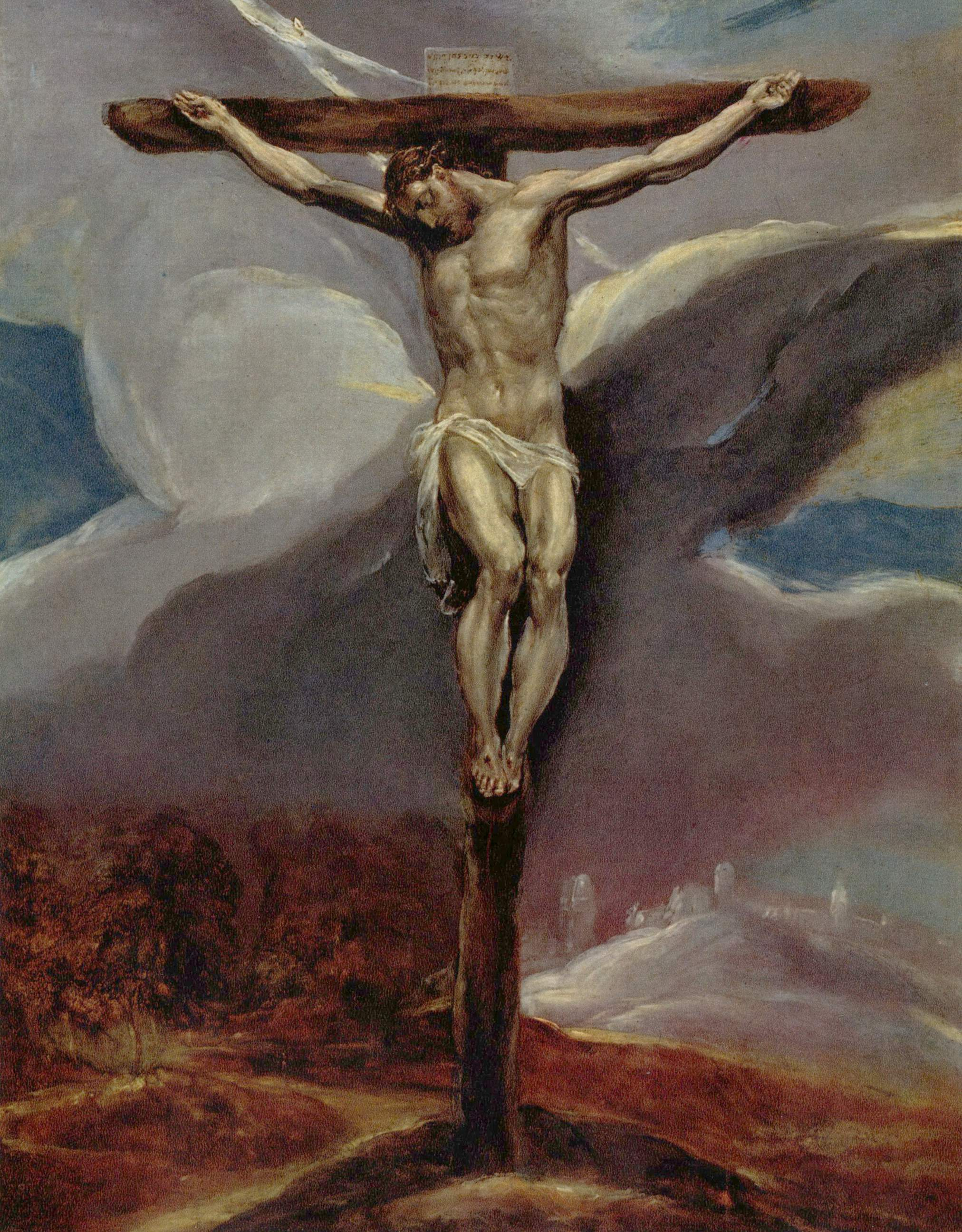
Христос на хресті. бл. 1577. Приватна колекція
Апостоли Петро та Павло. Ермітаж
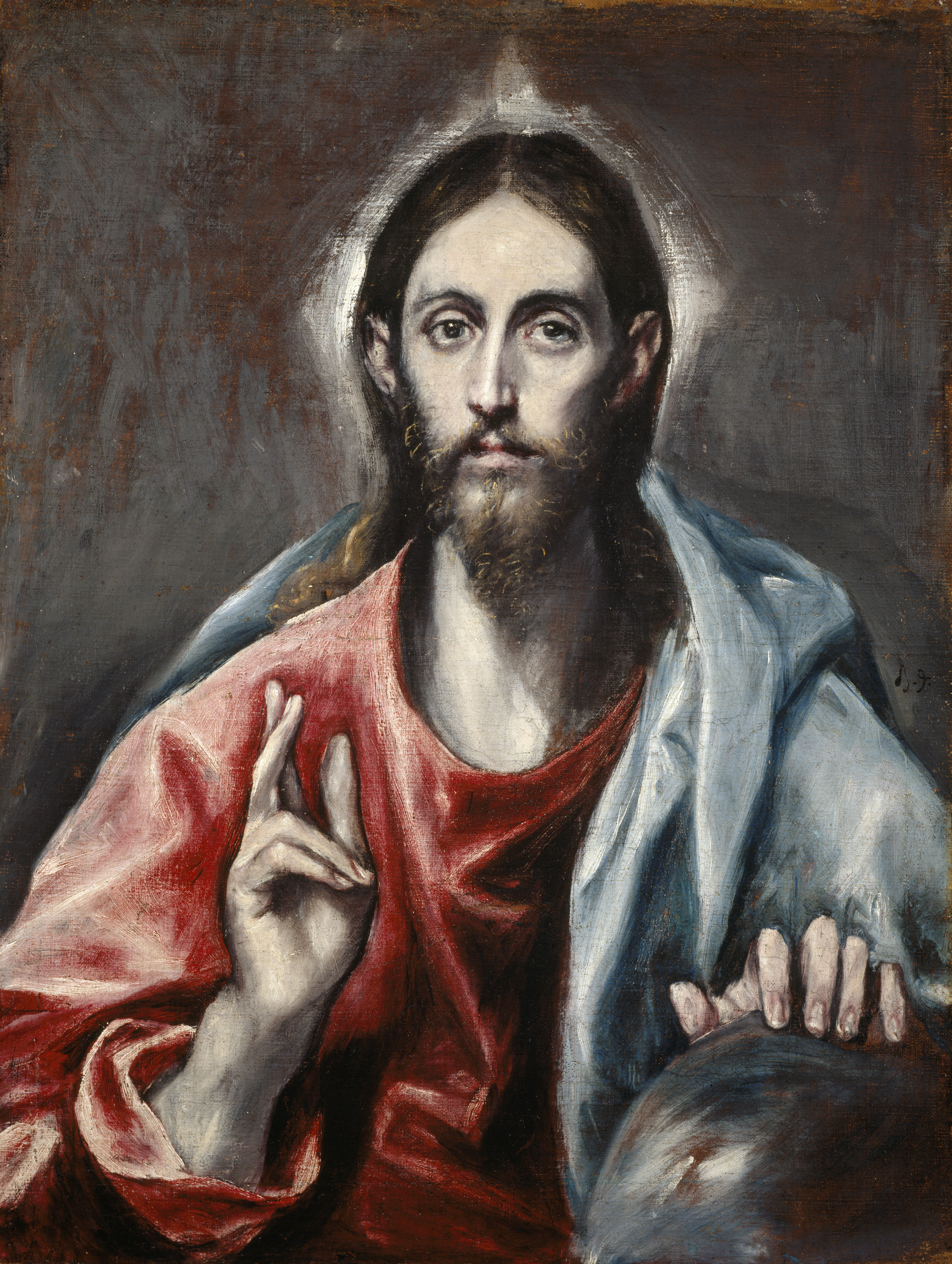
«Христос Пантократор». бл. 1600. Національна галерея Шотландії, Велика Британія
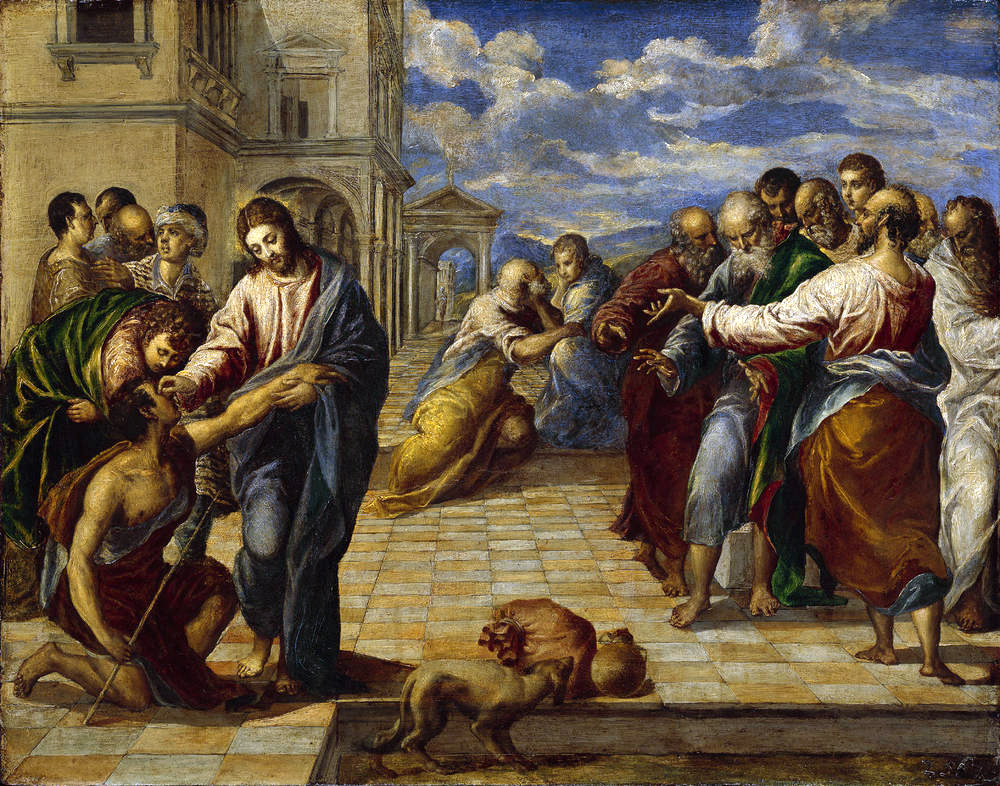
«Христос лікує сліпого», Дрезденська картинна галерея
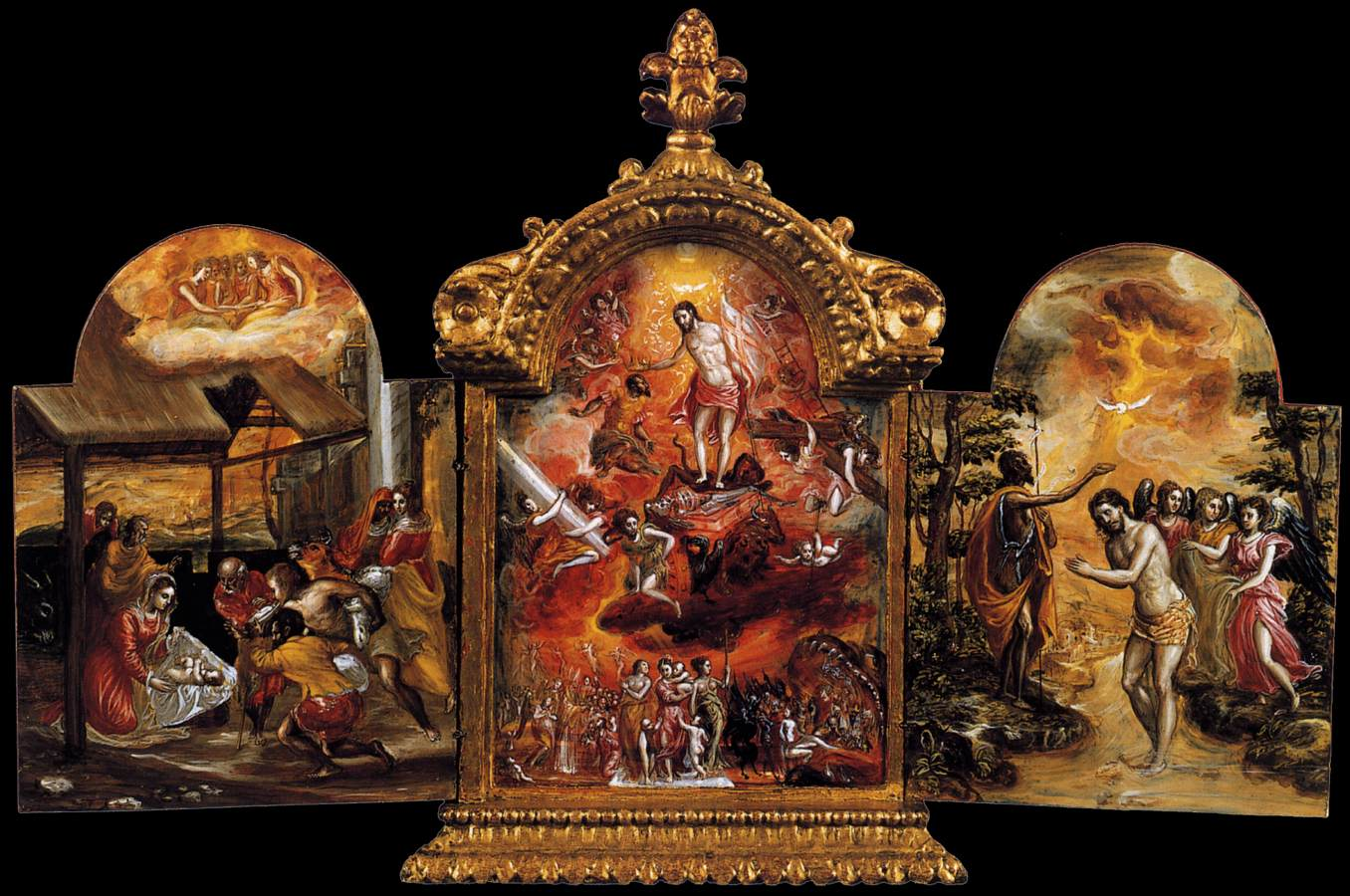
Триптіх з Модени
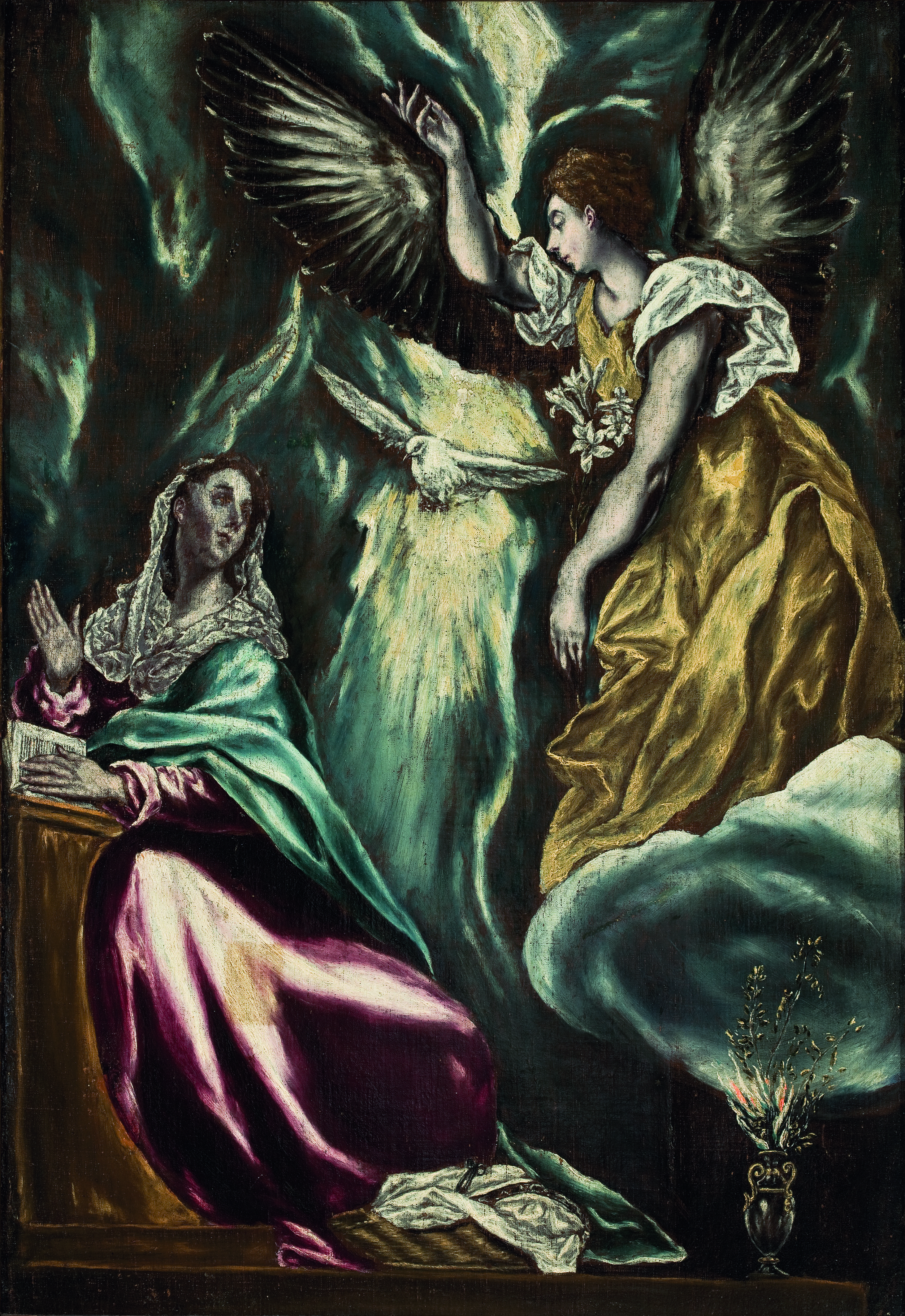
«Благовіщення»
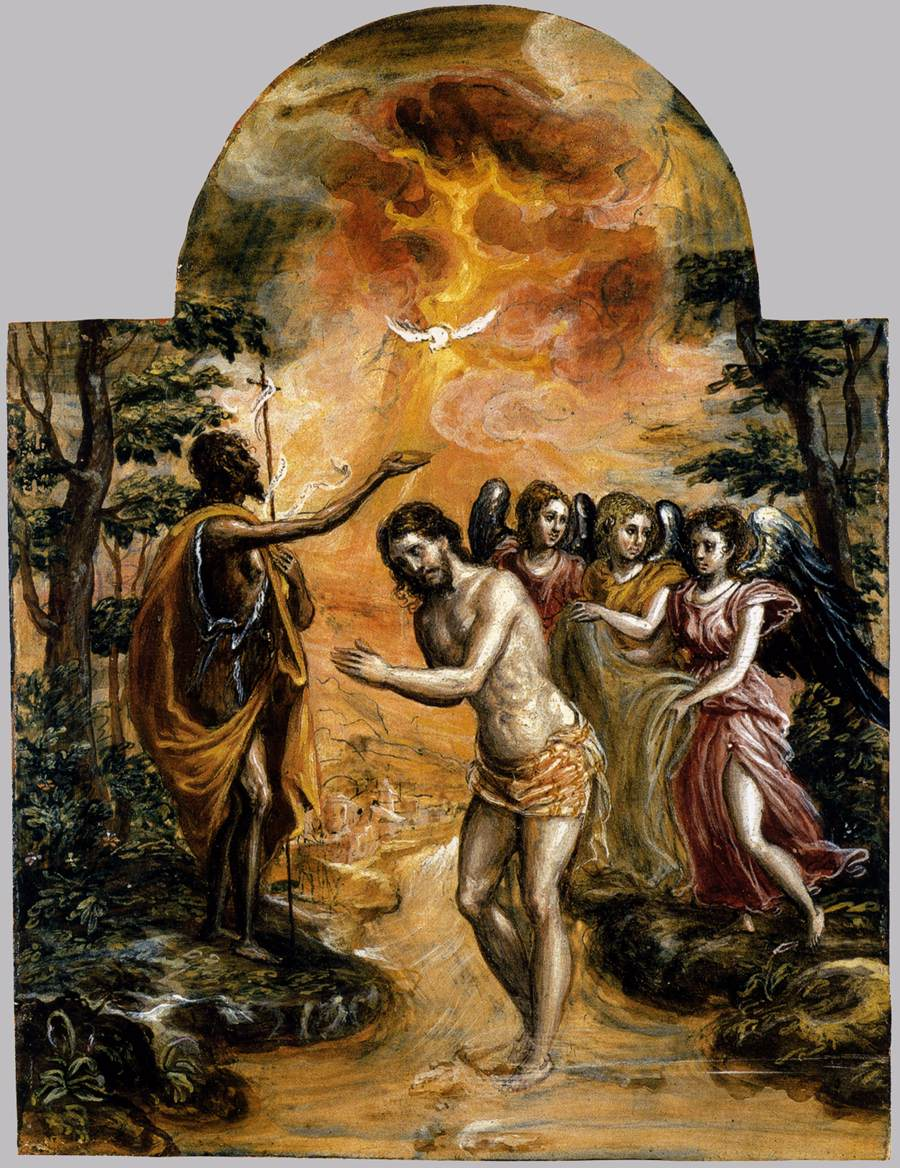
«Хрещення Христа»
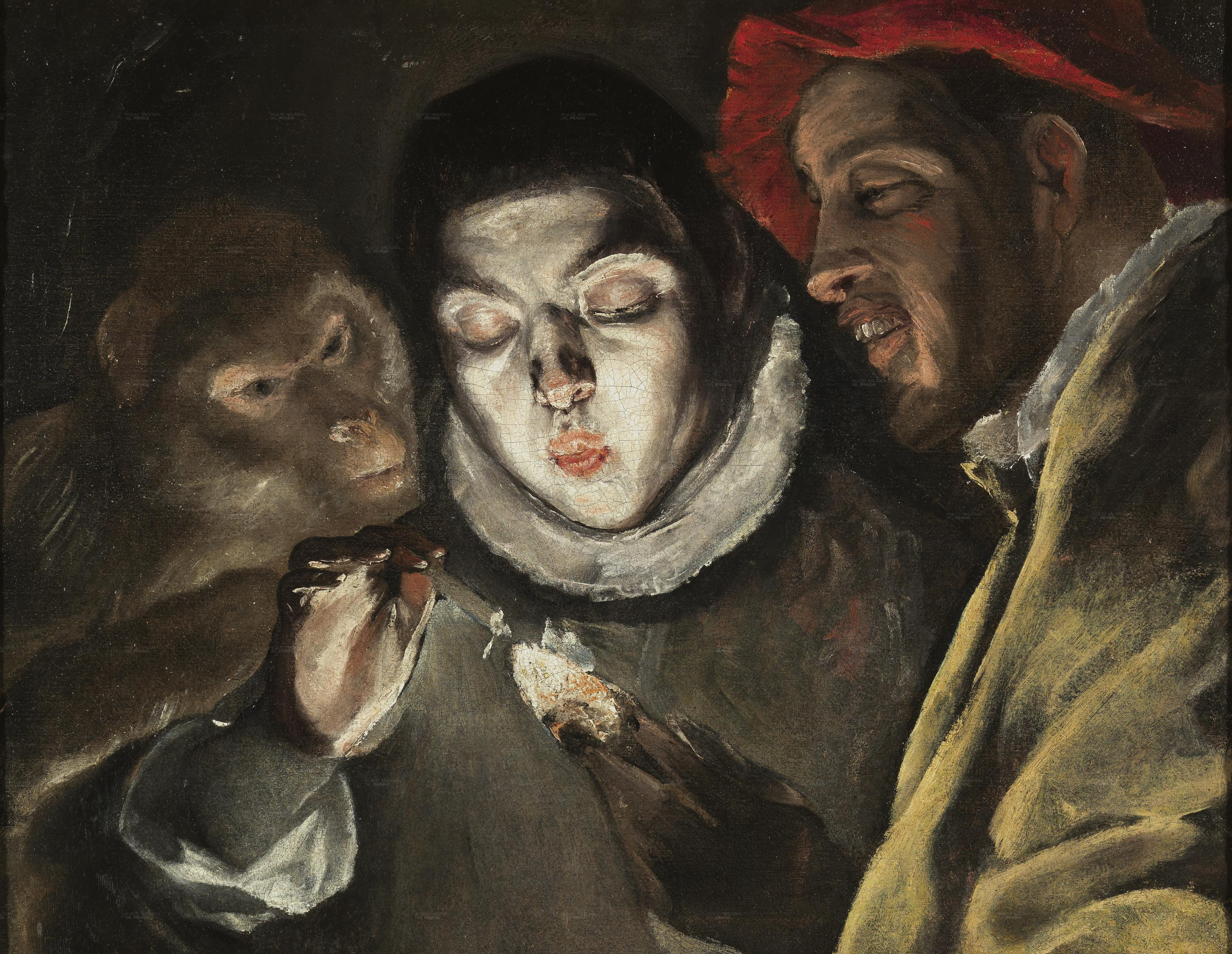
«Байка», бл. 1580, Музей Прадо, Мадрид
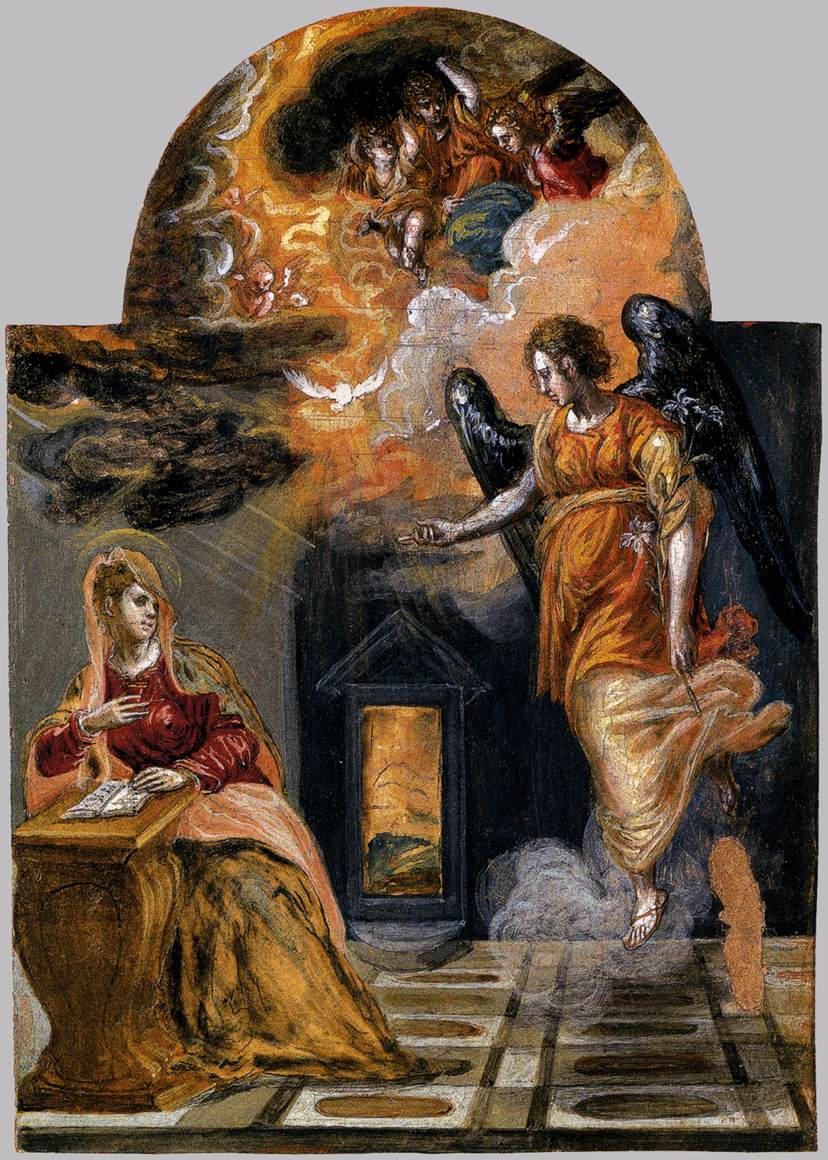
«Благовіщення»
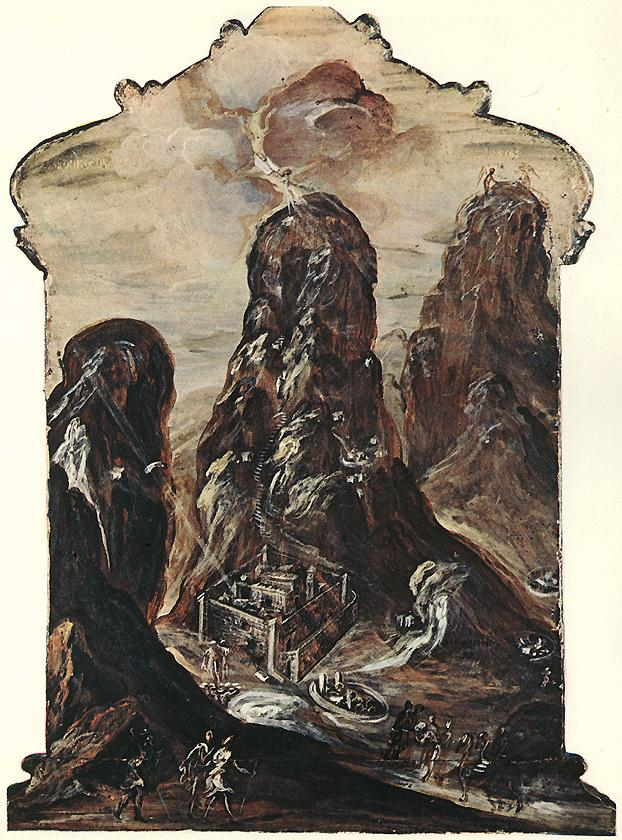
«Три Синайських гори»
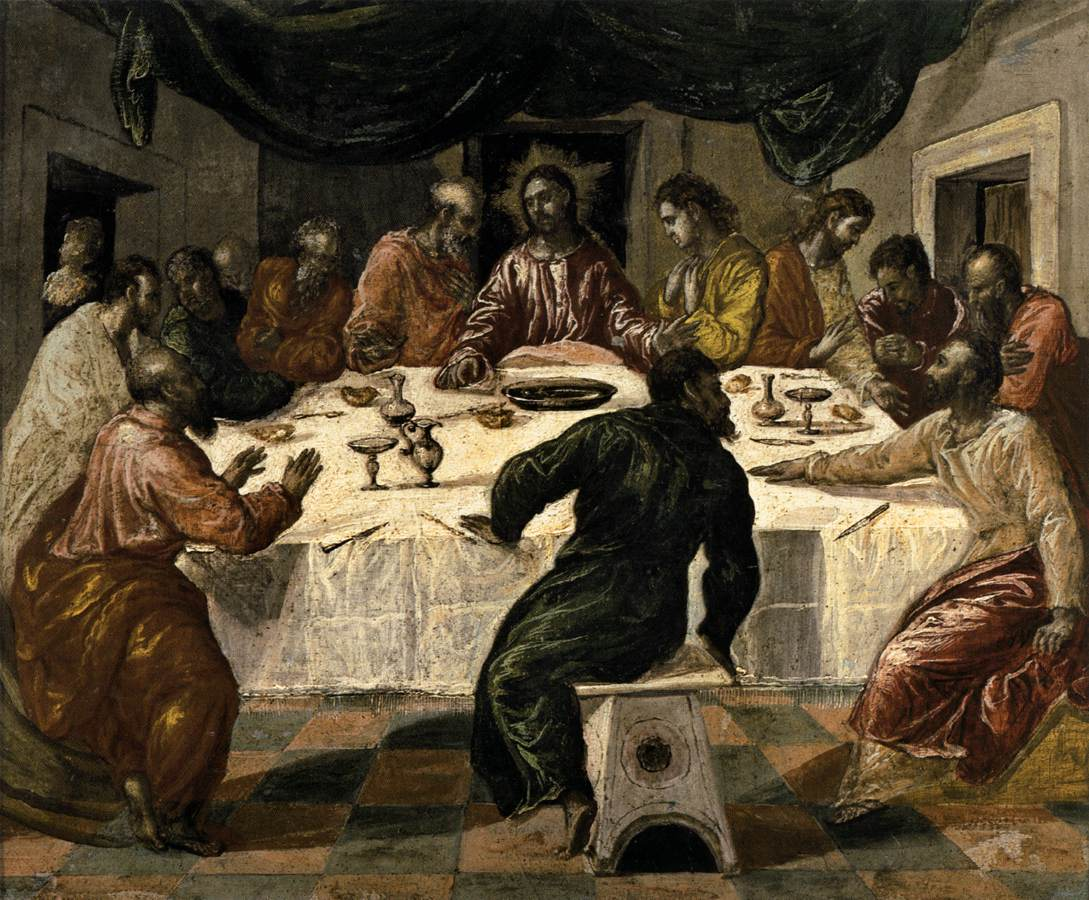
«Таємна вечеря»
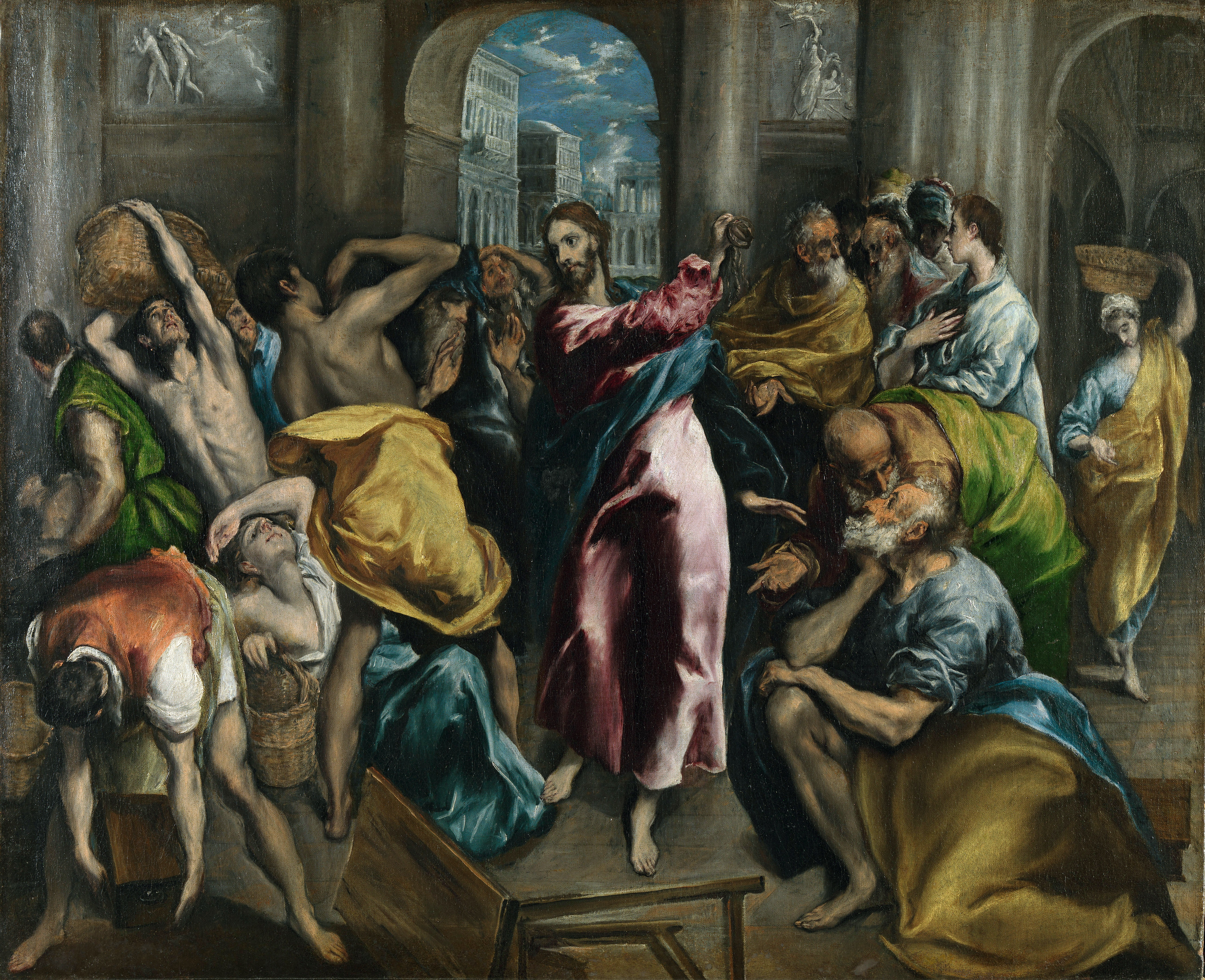
«Вигнання торгашів з храму»
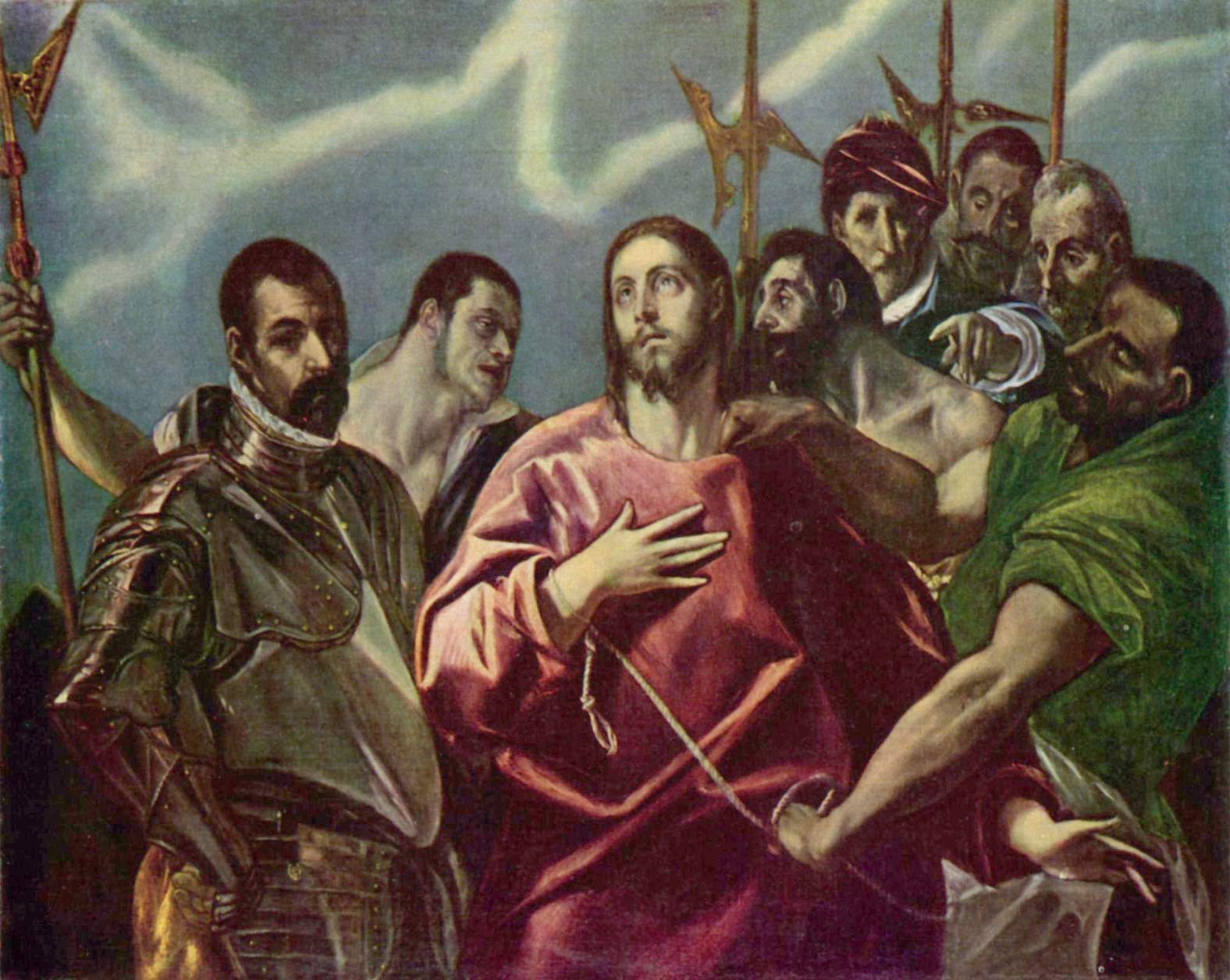
Ескіз до картини «Есполіо», тобто Ганебне роздягання Христа перед стратою
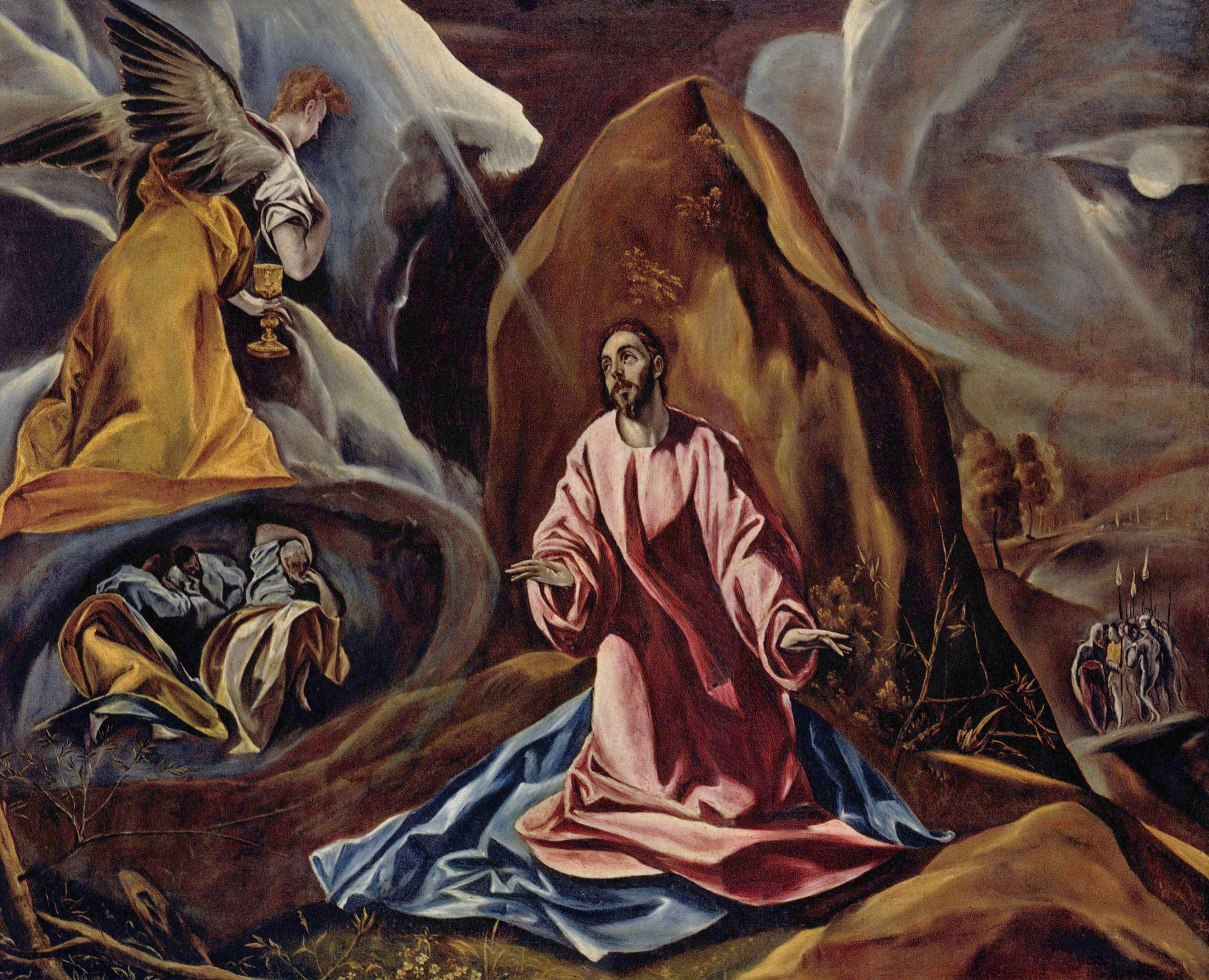
(Гетсиманський сад) або Моління про чашу (Ель Греко)
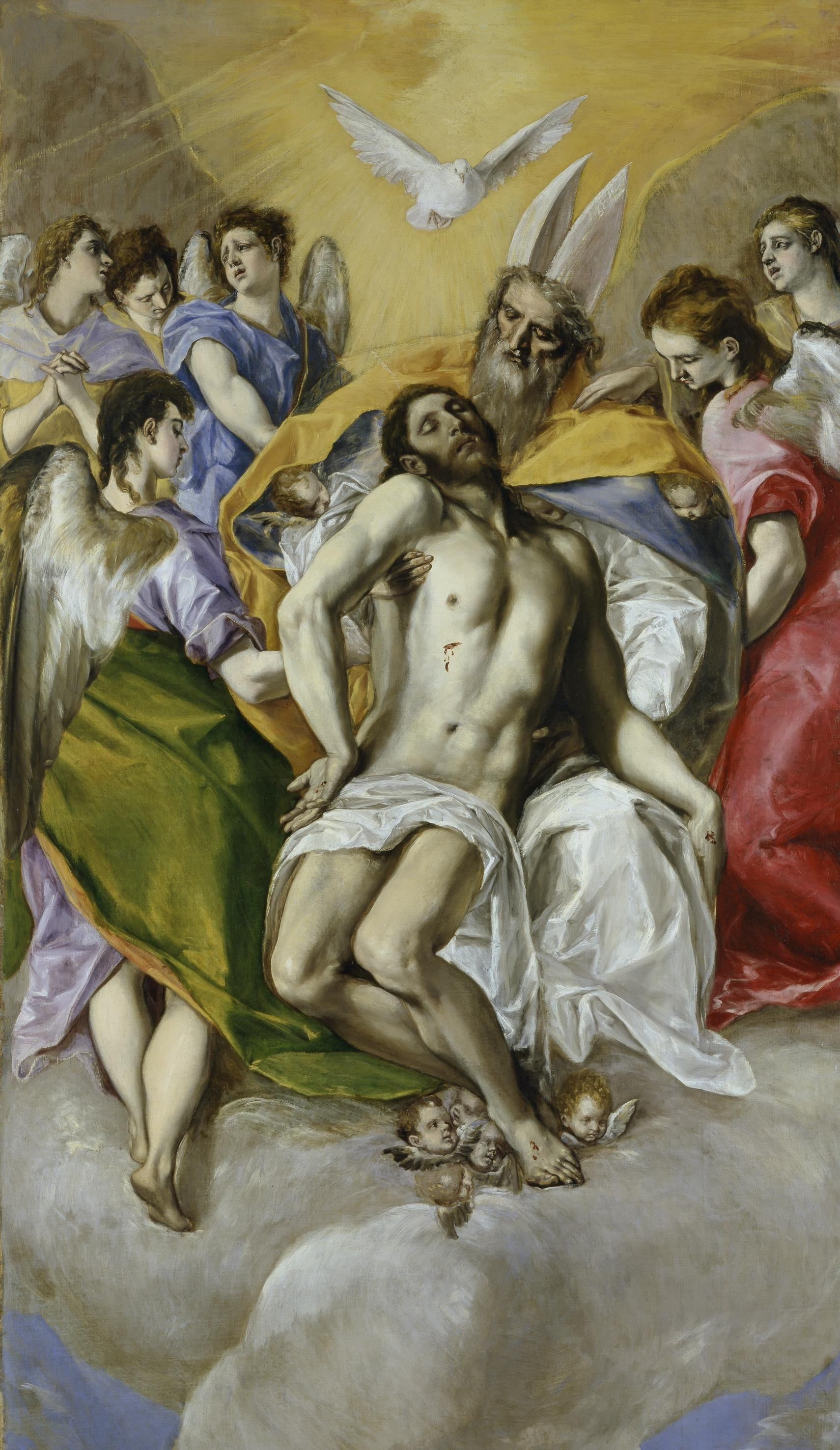
«Свята Трійця»
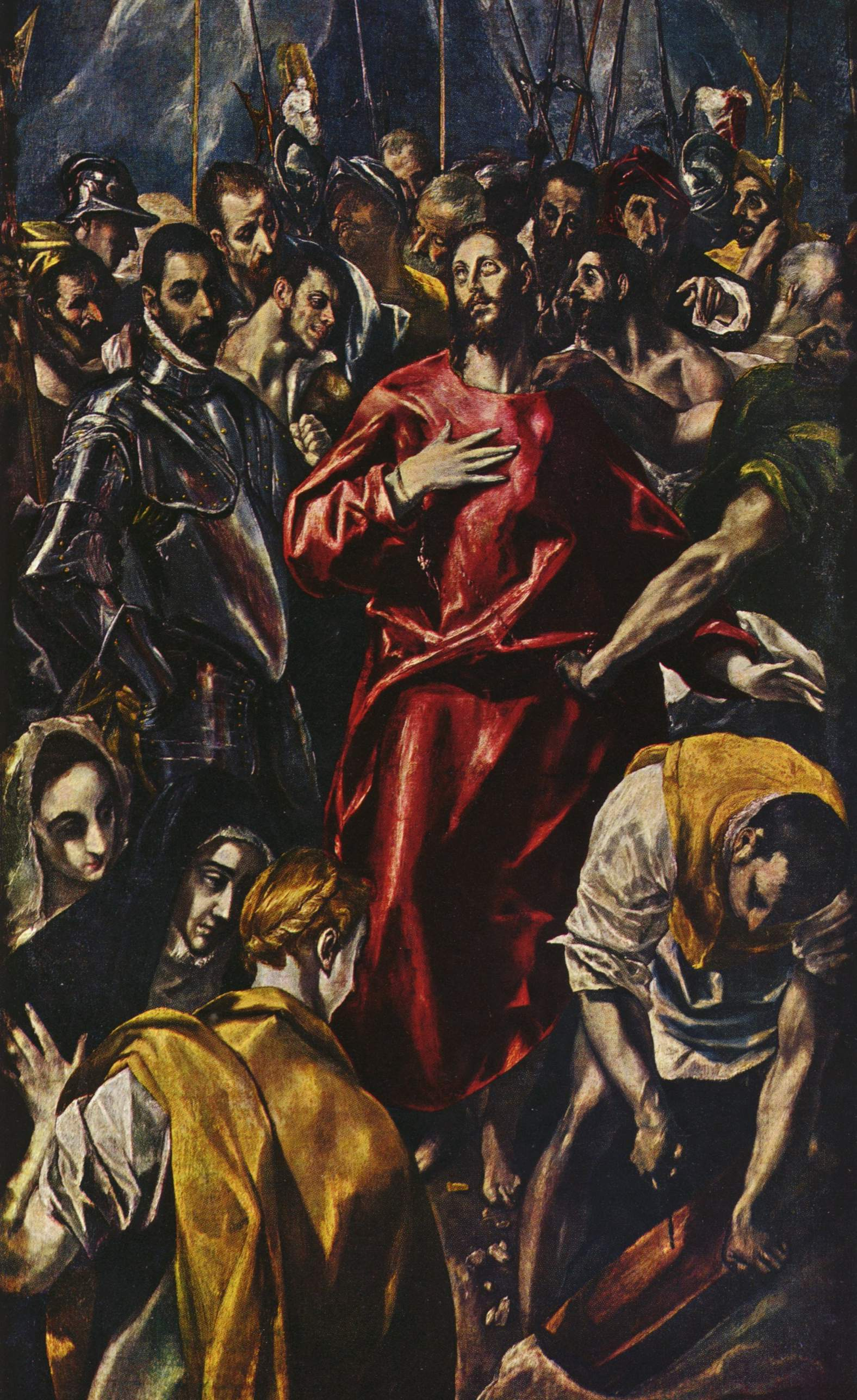
«Есполіо», перший варіант
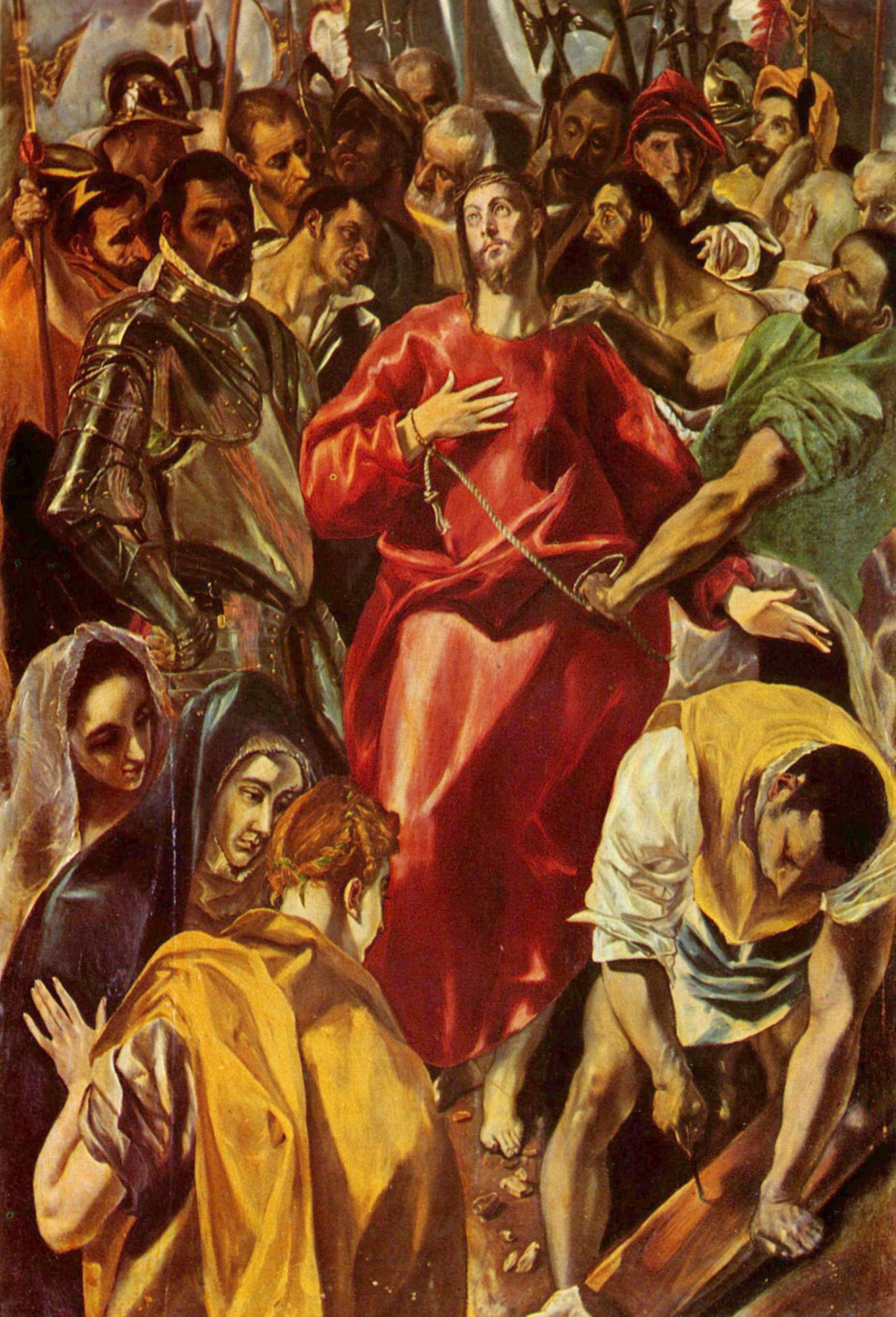
«Есполіо», авторська копія
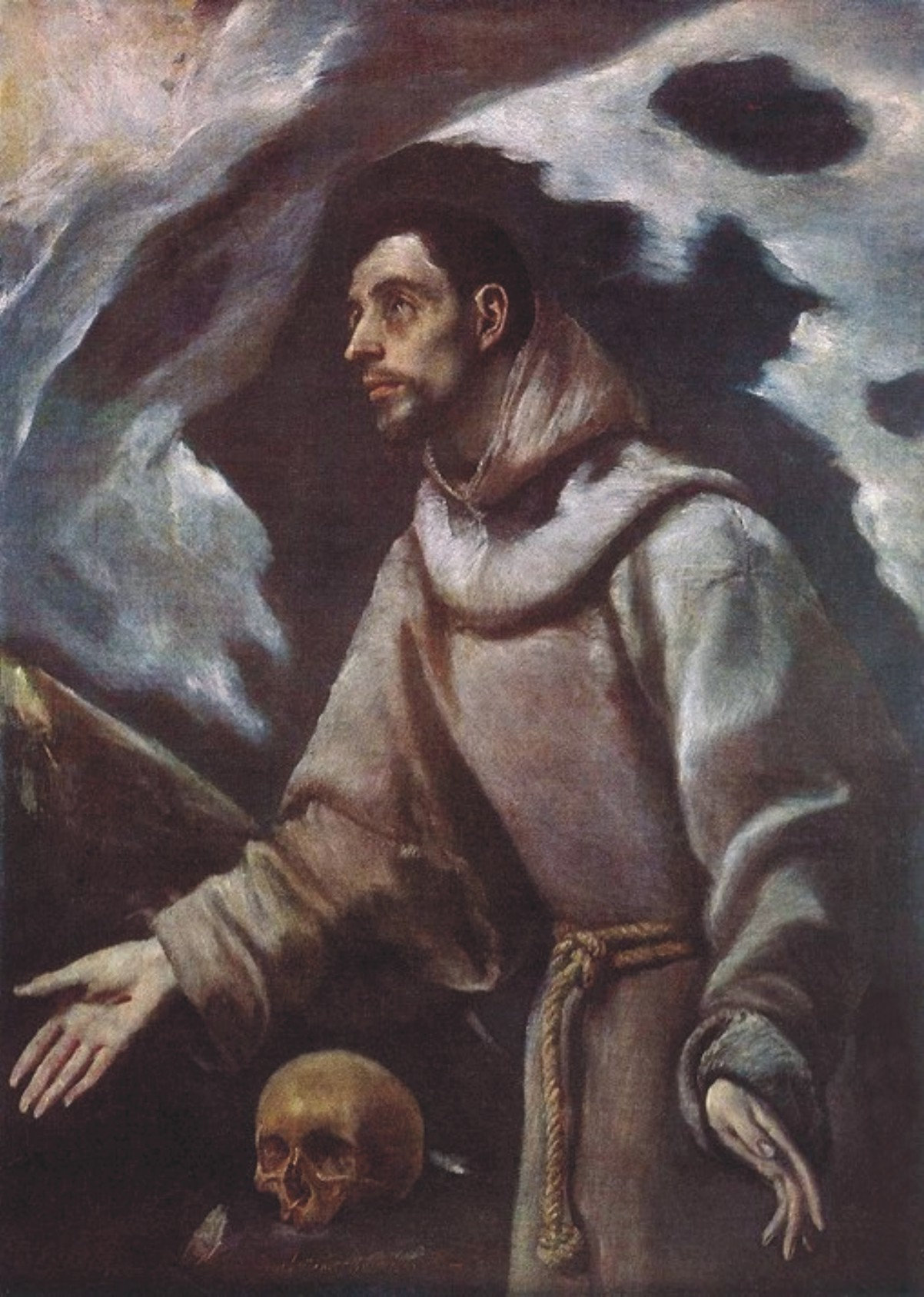
Страсті Святого Франциска

## Країни, де зберігають твори Ель Греко
- Сполучене королівство
- Нідерланди
- Греція
- Данія
- Італія
- Іспанія
- ФРН
- Польща
- РФ
- Румунія
- Угорщина
- Франція
- США
- Чехія
- Польща[13]